# Втрати силових структур внаслідок російського вторгнення в Україну (жовтень — грудень 2017)
У статті наведено список втрат українських військовослужбовців у російсько-українській війні з жовтня по грудень 2017 року.

## Список загиблих з 1 жовтня до 31 грудня 2017 року
| №        | Світлина Емблема | Прізвище, ім'я, по-батькові                             | Про особу | Дата смерті                  | Обставини смерті |
| -------- | ---------------- | ------------------------------------------------------- | --- | ---------------------------- | --- |
| Жовтень  |                  |                                                         | |                              | |
| 3799     |                  | Клемешев Сергій Сергійович (Позивний «Клема»)           | 16 лютого 1993, Красносілка (Лиманський район) Одеська область. Молодший сержант, командир інженерно-саперного відділення інженерно-саперної роти групи інженерного забезпечення 1-го МБ 28-ї ОМБр. Виріс у багатодітній родині. Закінчив ВПУ № 25 за фахом столяра-тесляра. Після строкової служби працював продавцем-консультантом, на шкіряному комбінаті та охоронцем на паркінгу. Був мобілізований у квітні 2014, служив у селі Преображенка (на той час — Червоний Чабан) у Херсонській області, на адмінкордоні з окупованим Кримом. 14.02.2017 вступив на військову службу за контрактом, пройшов курси саперної справи у 143-му центрі розмінування в м. Кам'янець-Подільський, 10.06.2017 прибув на фронт. Залишились батьки, брат, сестра та донька. | 1 жовтня 2017                | Загинув під час проведення інженерних робіт у «сірій зоні» перед взводно-опорним пунктом, внаслідок підриву на протипіхотній міні ОЗМ-72 поблизу с. Богданівка (Волноваський район), від осколкового поранення у скроню. Похований в с. Красносілка. |
| 3800     |                  | Сивашов Владислав Вікторович                            | 17 грудня 1998, 18 років, Орепи Новоград-Волинський район Житомирська область. Військовослужбовець 28-ї ОМБр. У 2015 році осиротів та став годувальником для молодших брата й сестри. Після досягнення 18-річного віку, в січні 2017 вступив на військову службу за контрактом. В зону АТО відправився за власним бажанням. | 6 жовтня 2017                | Загинув в зоні проведення АТО через необережне поводження зі зброєю, — рано вранці заступав у наряд, перебував один в кімнаті зберігання зброї, загинув на місці в результаті вибуху ручної гранати. Похований в рідному селі. |
| 3801     |                  | Голець Андрій Миколайович                               | 11 лютого 1964, 53 роки, Славута Хмельницька область. Капітан, начальник зв'язку батальйону 14-ї ОМБр. Виріс в родині військовослужбовця, батько — колишній ракетник, мати — вчитель. В бригаді служив за контрактом з 05.10.2016, учасник бойових дій в зоні АТО. | 7 жовтня 2017                | Загинув в с. Сотенне Станично-Луганського району (обставини не уточнено). Похований на "Новому кладовищі" міста Славута. За повідомленням ЗМІ - офіцер застрелився з автомата АКС-74 в місці розташування підрозділа 14-ї ОМБр в с. Сотенне. За даними штабу АТО, за добу 7 жовтня внаслідок бойових дій, один військовослужбовець дістав поранення, загиблих немає. |
| 3802     |                  | Дмитренко Вадим Сергійович                              | 10 квітня 1994, Рудня-Іванівська Ємільчинський район Житомирська область. Військовослужбовець 3-ї роти 1-го батальйону 4-ї БрОП НГУ. Любив спортивні ігри, особливо футбол і настільний теніс. 2016 року закінчив Харківський національний педагогічний університет імені Григорія Сковороди, історичний факультет, кафедра історико-правових дисциплін. Вступив на військову службу за контрактом і відбув у зону АТО. Залишились батьки і старший брат. | 8 жовтня 2017                | Загинув близько 14:00 під час чергування на посту на даху одноповерхового будинку в c. Криничне (Бахмутський район), від пострілу з автомата АК-74 у серце (за словами співслужбовців, покінчив із життям, залишивши записку). За словами знайомих, перебував у третій лінії оборони, підрозділ перекинули на укріплення фортифікаційних споруд (окопів). Похований у с. Рудня-Іванівська. |
| 3803     |                  | Головченко Юрій Петрович                                | 16 грудня 1978, Пнів Надвірнянський район Івано-Франківська область. Військовослужбовець 10-ї ОГШБр. 15.06.2017 вступив на військову службу за контрактом. Залишилися мати, дружина та 18-річний син. | 13 жовтня 2017               | Загинув у зоні проведення АТО від кульового поранення (місце та обставини не уточнено; за непідтвердженою інформацією у соцмережі, загинув від кулі снайпера). За повідомленням Івано-Франківської ОДА, помер на Луганщині. Похований 20 жовтня у с. Пнів. Прим. 10 ОГШБр несе службу в Попаснянському районі. За даними штабу АТО, за добу 13 жовтня внаслідок обстрілу з мінометів калібру 82 мм поблизу с. Новоолександрівка (Попаснянський район) один військовослужбовець дістав поранення, також зазнав поранення від кулі снайпера один військовослужбовець ДПСУ, загиблих внаслідок бойових дій немає. |
| 3804     |                  | Беспалов Андрій Іванович (Позивний «Палич»)             | 17 березня 1971, Челябінськ РРФСР. З 2004 мешкав в смт Нове (Фортечний район Кропивницького) Кіровоградська область. Молодший лейтенант, заступник командира роти вогневої підтримки 17-го ОМПБ 57-ї ОМПБр. Виріс у родині військовослужбовця, 1986 сім'я переїхала до України, у Кіровоград. Вступив до військового училища у Калінінграді, з якого перевівся до Кіровоградського машинобудівного коледжу КНТУ, який закінчив за фахом "інженерна механіка та машинобудування". Захоплювався спортивною риболовлею, був суддею на змаганнях. Мобілізований як доброволець у серпні 2014, після навчання в 169-му НЦ направлений до 57-ї бригади, служив у роті матеріального забезпечення, потім проходив службу у зоні АТО в 146-му протитанковому артилерійському дивізіоні (в/ч В2701) 57-ї бригади. Навесні 2017, за власним бажанням, перевівся на передову. Залишилися батьки, сестра, цивільна дружина та 15-річний син від першого шлюбу. | 16 жовтня 2017               | В ході переслідування ДРГ противника (прим.: за іншими відомостями — під час бойового чергування та перевірки постів) поблизу с-ща Невельське (Ясинуватський район), о 15:30 дістав смертельні поранення внаслідок підриву на міні з «розтяжкою». Похований нa Алеї почесних воїнських поховань Рівнянського кладовища м. Кропивницький. |
| 3805     |                  | Ларін Микола Миколайович (Позивний «Вінні Пух»)         | 8 вересня 1992, Хрулі Лохвицький район Полтавська область. Солдат розвідроти 72-ї ОМБр. У війську — з початку бойових дій на сході України. Служив у льотній частині, що базується на Полтавщині, в грудні 2016 відряджений до 72-ї бригади в район Авдіївки. Брав участь у боях за утримання опорного пункту «Орел», відбитого у противника наприкінці січня 2017. По закінченні відрядження вирішив залишитись в бригаді і у серпні повернувся на передову в Авдіївку. 14.10.2017 нагороджений медаллю "За оборону Авдіївки", а 16.10.2017, зранку, отримав народну відзнаку за мужність і патріотизм, виявлені при захисті Вітчизни. Розлучений. Залишились мати, дві неповнолітні сестри і старший брат. | 16 жовтня 2017               | О 18:02, на бойовому чергуванні, дістав смертельне кульове поранення у шию під час обстрілу з боку противника між селищами Крута Балка і Кам'янка (Ясинуватський район). Похований у рідному селі. |
| 3806     |                  | Мартиненко Юрій Сергійович                              | 14 липня 1987, Сквира Київська область. Військовослужбовець 1129-го ЗРП. Закінчив Сквирське ПТУ № 29, де здобув спеціальність тракториста-машиніста. 16.10.2016 вступив на військову службу за контрактом. | 17 жовтня 2017 орієнтовно    | За повідомленням Сквирської РДА, загинув на Сході України (дата, місце й обставини не уточнені, зазначено, що полк перебуває у Сєвєродонецьку). Похований 19 жовтня у Сквирі. |
| 3807     |                  | Луговий Михайло Володимирович (Позивні «Дід», «Борода») | 27 червня 1964, 53 роки, Харків. Сержант, командир відділення кулеметного взводу 2-го механізованого батальйону 92-ї ОМБр. Закінчив ПТУ №9 за фахом "слюсар літальних апаратів 4-го розряду". Працював водієм. Захоплювався риболовлею та полюванням. Був призваний за мобілізацією як доброволець. У серпні 2016 підписав контракт до закінчення особливого періоду. Проходив службу у взводі матеріального забезпечення 1-го мехбату на посаді начальника лазні. У вересні 2017 переведений до 2-го батальйону, — кулеметником (ДШК), бо мав бажання потрапити на передову. Залишилася дружина, донька та сестра. | 17 жовтня 2017               | Загинув о 13:15 в ході вогневого протистояння, в результаті обстрілу укріплень сил АТО зі стрілецької зброї в районі м. Мар'їнка. Ворожа куля 12,7 мм, в результаті вертикального рикошету вниз, влучила у військовослужбовця, коли він пересувався серед укріплень на допомогу товаришам. Похований у Харкові. |
| 3808     |                  | Омельчук Олександр Олександрович (Позивний «Механ»)     | 18 лютого 1990, Велика Боровиця Білогірський район Хмельницька область. Солдат, механік-водій 2-го батальйону 128-ї ОГПБр. Закінчив Рівненський технічний коледж НУВГП за спеціальностями «слюсар контрольно-вимірювальних приборів і автоматизації» 3-го розряду та «технік-електромеханік». 14.10.2011 вступив на військову службу за контрактом. На фронті з початку війни, служив у роті матеріального забезпечення, взимку 2016 переведений на посаду механіка-водія, в останню ротацію вирушив в зону АТО на початку літа 2017. Залишилися батьки і сестра. | 17 жовтня 2017               | Загинув близько 18:00 внаслідок мінометного обстрілу позицій сил АТО у Жованці смт Зайцеве, що поблизу окупованої Горлівки. Похований в с. В. Боровиця. |
| 3809     |                  | Руденко Микола Вікторович (Позивний «Рудік»)            | 2 травня 1984, Одеса. Старший солдат, командир бойової машини (БРДМ-2) — командир 1-го відділення розвідувального взводу 10-го ОМПБ 59-ї ОМПБр. Захоплювався баскетболом (грав у шкільній команді) та зброєю. Навчався в Одеському медичному інституті. Працював автоперевізником та на будівництвах. За іншими джерелами, навчався на факультеті кримінального права, до війни працював юристом. 01.02.2017 підписав із ЗСУ контракт на 3 роки. Після навчання у 49-му батальйоні розвідки на Львівщині на початку березня прибув до свого підрозділу. Залишилися батьки, дружина і 6-річна донька. | 17 жовтня 2017               | За повідомленням волонтерів, загинув на місці на очах товариша в результаті підриву на ворожому фугасі у Донецькій області (ймовірно, на Приморському напрямку, де виконує завдання 59-та бригада; за даними Gazeta.ua — неподалік с. Павлопіль, не підтверджено). Похований на Другому міському цвинтарі Одеси. |
| 3810     |                  | Голєв Сергій Олександрович                              | 11 серпня 1997, Онуфріївка Кіровоградська область. Навідник зенітно-артилерійського відділення зенітно-артилерійського взводу 17-го ОМПБ «Кіровоград» 57-ї ОМПБр, в/ч А4279. 2016 закінчив професійний будівельний ліцей м. Горішні Плавні за спеціальністю «слюсар з ремонту автомобілів, водій автотранспортних засобів». У квітні 2017 вступив на військову службу за контрактом до 169-го НЦ «Десна». Залишилась сестра. | 22 жовтня 2017               | Загинув від смертельного поранення під час виконання службових обов'язків поблизу с. Невельське Ясинуватського району. Похований в смт Онуфріївка. За даними штабу АТО, за добу 22 жовтня внаслідок бойових дій один військовослужбовець дістав поранення. |
| 3811     |                  | Колесник Юрій Олександрович                             | 22 березня 1994, Дубровиця Рівненська область. Солдат, стрілець-зенітник механізованого батальйону 28-ї ОМБр. Здобув фах муляра-штукатура у Дубровицькому професійному ліцеї. З 15.10.2013 проходив військову службу за контрактом у 80-ій ОАЕМБр, брав участь у боях за Луганський аеропорт, у забезпеченні виводу військ з "Іловайського котла". У 2014 дістав контузію і проходив лікування в Одеському військовому госпіталі. Вступив на навчання до Одеської військової академії, але згодом перевівся у 28-му бригаду, деякий час був інструктором з саперної справи на Яворівському полігоні, по тому повернувся на фронт. 29.11.2015 нагороджений пам'ятним нагрудним знаком МОУ «Захиснику України». Добре малював, робив татуювання. Залишилися батьки, старший брат (настоятель Свято-Петро-Павлівського храму Сарненської єпархії УПЦ МП) і дві старші сестри. Прим. За іншими даними, почав навчатись у НАСВ ім. гетьмана Сагайдачного. | 23 жовтня 2017               | За даними Дубровицької РДА, під час несення служби на спостережному посту поблизу с. Богданівка (Волноваський район), проводив розвідку місцевості на предмет запобігання підходу ДРГ противника. Встановлюючи сигнальні ракети для безпеки поста, підірвався на невідомому мінно-вибуховому пристрої ворога. Похований на центральному міському кладовищі у Дубровиці. |
| 3812     |                  | Бондар Ярослав Володимирович (Позивний «Фестиваль»)     | 29 грудня 1986, Губник Гайсинський район Вінницька область. З дитинства мешкав в смт Літин. Солдат, номер обслуги гранатометного відділення 1-го штурмового взводу 1-ї штурмової роти 24-го ОШБ «Айдар» 53-ї ОМБр. Закінчив школу в с. Селище (Літинський район). Займався спортом. Після школи пройшов 2-місячні курси у бюро з підготовки робочих кадрів Вінницької філії ВАТ «Укртелеком» за фахом «електромонтер лінйних опор електрозв'язку та проводного мовлення». Тривалий час працював в Укртелекомі. Мобілізований влітку 2015, проходив службу у 122-му ОАеМБ 81-ї ОАеМБр, 7 місяців воював в районі Авдіївки. 21.09.2017 підписав контракт і вдруге пішов на фронт. Залишились мати, брат і кохана дівчина. | 24 жовтня 2017               | Загинув близько 8:30, під час виконання бойового завдання на «Світлодарській дузі» в результаті підриву на міні ОЗМ. Похований на центральному кладовищі Літина. Прим. «Айдар» виконує завдання в районі с-ща Новолуганське. |
| 3813     |                  | Сінягуб Антон Сергійович (Позивний «Дейл»)              | 16 вересня 1993, Тарасівка (Києво-Святошинський район) Київська область. Мешкав у м. Київ. Сержант, командир відділення 1-го взводу 1-ї штурмової роти 24-го ОШБ «Айдар» 53-ї ОМБр. Навчався у Політехнічному ліцеї КПІ, потім три роки вивчав правознавство в Університеті "КРОК", отримав диплом економіста у Кіровоградському інституті комерції, який заочно закінчив 2015 року. Грав у футбол. Спочатку як волонтер активно допомагав армії разом із товаришем, ремонтували армійські машини, їх називали «Чіп» і «Дейл», по тому вони разом добровольцями пішли на фронт. 12.06.2015 підписав контракт. Залишилася мати. | 24 жовтня 2017               | Загинув близько 8:30, під час виконання бойового завдання на «Світлодарській дузі» в результаті підриву на невідомому вибуховому пристрої. Похований в с. Тарасівка. |
| 3814     |                  | Стецун Ілля Миколайович                                 | 3 серпня 1998, 19 років, Любомирівка (Новоушицький район) Хмельницька область. Старший сержант, гранатометник 9-го ОМПБ 59-ї ОМПБр. Закінчив Михайлівське вище професійне училище за спеціальністю «тракторист-машиніст сільськогосподарського виробництва». Вступив на військову службу за контрактом. Залишились батьки та молодша сестра. | 24 жовтня 2017               | Загинув близько 12:00 від кульового поранення в груди поблизу с. Водяне на Маріупольському напрямку під час обстрілу укріплень з АГС та кулеметів (за іншими даними загинув внаслідок мінометного обстрілу від осколкового поранення). Похований в Любомирівці. |
| 3815     |                  | Самофал Валерій Петрович                                | 11 січня 1969, Леб'яже (Чугуївський район) Харківська область. Старший солдат, водій 3-го відділення 2-го взводу 6-ї роти 2-го механізованого батальйону 92-ї ОМБр. Після початку війни відслужив за мобілізацією, 15.04.2016 підписав контракт. Був водієм «швидкої», евакуйовував поранених. Залишилися батько, дружина та двоє дорослих синів. | 24 жовтня 2017               | Загинув поблизу м. Мар'їнка від кулі снайпера 7,62 мм, що влучила йому в шию. Похований у Леб'яжому. |
| 3816     |                  | Голубєв Сергій Володимирович                            | 27 вересня 1987, Ленінград РРФСР. З 1992 мешкав у с. Рудня (Сосницький район) Чернігівська область. Солдат, механік-водій 128-ї ОГПБр. 2006 закінчив Сосницький професійний аграрний ліцей. З 2007 по 2010 проходив військову службу за контрактом в 1 ОТБр. З березня 2015 по вересень 2016 служив за мобілізацією, а потім за контрактом в 30 ОМБр, механіком-водієм МТ-ЛБ. З липня 2017 — у 128-ій бригаді. | 27 жовтня 2017               | Загинув на залізничній станції Зовна біля с. Переїзне Бахмутського району, в результаті нещасного випадку. Похований в с. Рудня. |
| 3817     |                  | Жуков Олександр Ігорович                                | 23 серпня 1986, Мала Білозерка Василівський район Запорізька область. Солдат, стрілець-санітар 25-ї ОПДБр. Працював на Запорізькому залізорудному комбінаті складальником потягів. 2015—2016 проходив військову службу за мобілізацією в зоні АТО. В липні 2016 підписав контракт, служив механіком-водієм в/ч 3036 (16-й полк НГУ). У серпні 2017 перейшов на контрактну службу у 25-ту десантну бригаду, з жовтня обороняв Авдіївку. Залишились мати, сестра і донька. | 28 жовтня 2017               | Загинув близько 21:00 від вогнепального поранення під час вогневого протистояння з противником, який почав обстріл опорного пункту у промзоні м. Авдіївка з піхотного озброєння. Поховання 31 жовтня в с. М. Білозерка. |
| 3818     |                  | Лісовський Олександр Миколайович                        | 1994, Музичі Києво-Святошинський район Київська область. Військовослужбовець 9-го ПОП НГУ, в/ч 3029 («Гепард»). Після року строкової служби, 15 травня 2017 року підписав контракт. В зоні АТО перебував останні три тижні. Залишились мати і сестра. | 30 жовтня 2017               | Загинув близько 15:00 під час зміни чергування в районі м. Маріуполь — випадково застрілений співслужбовцем через необережне поводження зі зброєю (перезаряджав зброю). Похований 1 листопада у с. Музичі. |
| 3819     |                  | Саралідзе Гіоргі Анзорович (Позивний «Гюрза-2»)         | 8 вересня 1977, Тбілісі Грузія. Молодший сержант, старший навідник гранатометного відділення протитанкового взводу роти вогневої підтримки 42-го ОМПБ «Рух Опору» 57-ї ОМПБр. Підполковник грузинської армії. Брав участь у бойових діях під час грузино-абхазького конфлікту (1991 рік, в 13 років був у Легіоні грузинських соколів, в 14 — у Національній гвардії, де служив його батько, який загинув у бою 1992 року). Закінчив розвідувальний факультет військової академії у Тбілісі, згодом навчався на факультеті контррозвідки військової академії у Стамбулі. Учасник миротворчих місій НАТО в Афганістані та Іраку. У лавах грузинської армії захищав територіальну цілісність Грузії під час російсько-грузинської війни 2008 року, в Абхазії і Південній Осетії. Став на захист Українського народу у боротьбі проти російських окупантів від початку бойових дій на Сході України. З серпня 2014 — доброволець 2-ї роти полку спецпризначення «Азов», командир розвідгрупи, був важко поранений у боях за Широкине у квітні 2015. Під час лікування зустрів свою майбутню дружину. В травні 2016-го повернувся до війська, вступив на контрактну службу в ЗСУ, організував групу глибинної розвідки у 92-ій ОМБр з «азовців» та інших добровольців, — командир розвідвзводу 2-го мехбату. Восени 2017, коли 92-гу вивели з фронту на ротацію, з побратимами перевівся до 42-го батальйону і залишився на передовій. Захоплювався ножами, писав вірші. Залишились мати і дружина у Запоріжжі. Пряма мова. Боєць полку "Азов" Георгій Саралідзе. Звернення до влади і патріотів (відео, 26.05.2016). | 31 жовтня 2017               | Загинув о 8:15 у боєзіткненні поблизу с-ща Опитне (Ясинуватський район) — розвідгрупа Георгія проводила перевірку території «сірої зони» перед опорним пунктом поблизу Донецького аеропорту і потрапила у засідку, внаслідок прямого влучення з озброєння ворожого БТР (великокаліберний кулемет) Саралідзе загинув, ще один боєць дістав поранення. Похований у Запоріжжі на кладовищі Святого Миколая. |
| Листопад |                  |                                                         | |                              | |
| 3820     |                  | Сиротенко Сергій Васильович (Позивний «Третій»)         | 24 грудня 1977, Вільховець (Звенигородський район) Черкаська область. Мешкав у м. Черкаси. Майор, заступник командира БСП «Донбас» 15-го окремого полку Східного ОТО НГУ, в/ч 3035 (Слов'янськ). 1999 року закінчив Академію прикордонних військ ім. Б. Хмельницького (окремий факультет Внутрішніх військ МВС України). Проходив службу у частинах Північного територіального командування ВВ МВС України до 2004 року. Був призваний за мобілізацією в лютому 2015, у складі батальйону «Донбас» (на той час в/ч 3057) пройшов бої за Вуглегірськ і Широкине, був заступником командира роти по роботи з особовим складом, командиром 3-ї роти. На рахунку офіцера — трофейна БМП-2. У червні 2016 вступив на військову службу за контрактом. За іншими даними прийшов у БСП «Донбас» добровольцем влітку 2014, в лютому 2015 підписав контракт. Залишились мати, брат, дружина та троє дітей. | 1 листопада 2017             | Близько 11:30 під час виконання бойового завдання в районі м. Мар'їнка в результаті підриву на міні отримав ушкодження, що не сумісні з життям. Ще один військовослужбовець дістав осколкове поранення. Похований у Черкасах. |
| 3821     |                  | Курбатов Станіслав Вікторович (Позивний «Адвокат»)      | 30 червня 1980, Ізюм Харківська область. Старший солдат, водій-санітар БСП «Донбас» 15-го окремого полку Східного ОТО НГУ, в/ч 3035 (Слов'янськ). Після армії закінчив ХНУ ВС, працював в ОВС та дільничним інспектором у селі Хроли. Звільнившись з органів, займався юридичною діяльністю. З травня 2017 служив за контрактом. Залишились дружина та донька. | 2 листопада 2017             | 1 листопада, близько 11:30, під час виконання службово-бойового завдання в районі м. Мар'їнка, в результаті підриву на міні отримав тяжке осколкове поранення. Після операції у Покровську, був доставлений гелікоптером до військового мобільного госпіталю № 61 в м. Маріуполь, помер під час реанімаційних заходів. Похований в Ізюмі. |
| 3822     |                  | Пащенко Ігор Іванович                                   | 6 березня 1974, Чернігів. Солдат, номер обслуги 3-го мінометного розрахунку 1-го взводу 3-ї мінометної батареї 3-го аеромобільного батальйону 80-ї ОДШБр. 1992 закінчив ПТУ № 13 за фахом «оператор гребнечесального обладнання». Пройшов строкову службу в роті охорони при Міноборони. Працював спочатку за спеціальністю на Чернігівському камвольно-суконному комбінаті «Чексіл», потім охоронцем у київській компанії «Ельба Інвест». 28.08.2014 мобілізований як доброволець, з 08.11.2014 — в зоні АТО, брав участь у боях за ДАП, поблизу Донецька (у військовому квитку записана в/ч пп ВЗ720 — 80-та бригада, на початку 2015 3-й батальйон переведений у склад 81-ї ОДШБр). Залишилась мати та у Москві — донька від першого шлюбу. | 4 листопада 2017             | Помер після тривалої хвороби, яка стала наслідком контузії у бою в середині січня 2015 поблизу с-ща Опитне на Донеччині. Між 20 і 24.01.2015 року, під час бойового зіткнення, зазнав суперважкої контузії, унаслідок якої втратив розум і пам'ять, протягом значного часу перебував на полі бою, не розуміючи, хто він, що відбувається навколо і куди йому йти. Після контузії запізно отримав медичну допомогу, коли потрапив у шпиталь в м. Дніпро, там був великий наплив важких поранених. В подальшому переведений до шпиталю у Харків, де його знайшла мати. Потім лікувався у Києві. Запалення мозку перейшло в менінгіт, але Ігор боровся і навіть пішов на поправку, поступово відновлювалась пам'ять, знову вчився говорити. У 2016 лікувався в Чернігівському тубдиспансері. Бійцем опікувались волонтери, знайшли реабілітаційний центр. Але стан погіршився і він помер у ніч на 4 листопада внаслідок набряку головного мозку. Похований в Чернігові на кладовищі Яцево. |
| 3823     |                  | Ничвидюк Валентин Миколайович (Позивний «Якудза»)       | 2 вересня 1989, Конотоп Сумська область. Старший лейтенант, командир взводу 1-ї роти 15-го ОМПБ «Суми» 58-ї ОМПБр. За освітою юрист, 2010 закінчив КНУВС, факультет внутрішніх військ. Служив у ВВ МВС, — в спецпідрозділі «Барс» (2010—2011) та у конвойній службі в Києві (2011—2012). Кандидат у майстри спорту з боксу, мав перший розряд з кікбоксингу. У 2012—2013 працював помічником нотаріуса в Конотопі та юрисконсультом у компанії «ПроКонсалтинг». Залишились батьки (мати — приватний нотаріус, батько — начальник відділу Конотопської РДА), дружина та маленька дитина. | 7 листопада 2017             | У складі зведеної групи мав зупинити прохід ворожих диверсантів в районі траси «Бахмутка» (н.п. Сокольники, Пришиб, Жолобок). Ближче до опівночі противник випустив 10 мін калібру 120 мм по позиціях сил АТО поблизу с. Кримське (Новоайдарський район). Унаслідок цього обстрілу двоє українських військових загинули, одного поранено, ще один отримав бойову травму. Командир групи Ничвидюк загинув на місці. У Конотопі оголошено триденну жалобу, похований на Вирівському кладовищі Конотопа. |
| 3824     |                  | Мишко Антон Васильович (Позивний «Тоха»)                | 31 березня 1985, Київ (Деснянський район, Троєщина). Старший сержант, військовослужбовець 1-ї 15-го ОМПБ «Суми» 58-ї ОМПБр. 2003 закінчив київське ВПУ № 25 за спеціальностями муляра, штукатура і плиточника. Працював машиністом баштового крана. Майже п'ять років працював у ЗАТ «Українська будівельна компанія». На фронті з 2014. Залишилась мати, в якої Антон був єдиним сином. | 7 листопада 2017             | У складі зведеної групи мав зупинити прохід ворожих диверсантів в районі траси «Бахмутка» (н.п. Сокольники, Пришиб, Жолобок). Ближче до опівночі противник випустив 10 мін калібру 120 мм по позиціях сил АТО поблизу с. Кримське (Новоайдарський район). Унаслідок цього обстрілу двоє українських військових загинули, одного поранено, ще один отримав бойову травму. Антон загинув від поранення у голову, його не довезли до шпиталю. Поховання 11 листопада на Лісовому кладовищі Києва. |
| 3825     |                  | Данілов Ростислав Олексійович                           | 19 червня 1990, с. Велижани Тюменська область РРФСР. З Мешкав у м. П'ятихатки Дніпропетровська область, з 2016 у м. Дніпро (Шевченківський район міста). Солдат, кулеметник 2-ї парашутно-десантної роти 1-го парашутно-десантного батальйону 25-ї ОПДБр. Переїхав разом із матір'ю на Дніпропетровщину, — з малих років мешкав у П'ятихатках. Здобув фах токаря у вищому професійному училищі м. Жовті Води. Працював за спеціальністю у Дніпрі, по тому — зварювальником в локомотивному депо у П'ятихатках. Захоплювався авто- і мототехнікою та історичною літературою. Після 1,5 років строкової служби у «Десні» 01.11.2016 підписав контракт, та вже за 10 днів був у зоні АТО. Повернувшись з фронту на ротацію у серпні 2017 одружився, 22 жовтня відбув на передову. Залишились мати та вагітна дружина. | 8 листопада 2017             | Близько опівдня дістав смертельне поранення у живіт від кулі снайпера калібром 12,7 мм, під час вогневого протистояння з противником в районі шахти «Бутівки», що неподалік м. Авдіївка. Помер дорогою до лікарні. Похований на Шевченківському кладовищі Дніпра. |
| 3826     |                  | Макаревич Владислав Янович                              | 7 вересня 1982, Желанне Ясинуватський район Донецька область. Мешкав в Ясинуватій, працював у Донецьку. Майор поліції, т.в.о. начальника сектору груп реагування патрульної поліції Центрального відділу поліції (Маріуполь) ГУ НП в Донецькій області. Присвятив службі в органах внутрішніх справ 18 років. Після окупації Донецька перевіз родину до Києва, а сам продовжив службу в Маріуполі. Служив на посаді старшого інспектора сектору розшуку та оформлення матеріалів ДТП управління превентивної діяльності ГУНП в Донецькій області. Брав участь в евакуації мирних мешканців з-під обстрілу під час спроби штурму Мар'їнки бойовиками 3 червня 2015-го. У складі зведених загонів поліції ніс службу в Авдіївці. З вересня 2017 — т.в.о. начальника сектору реагування. Залишились батьки, дружина та двоє дітей, 6-річний син і 4-річна донька. | 15 листопада 2017            | Близько 14:35 в ході патрулювання прифронтового селища Талаківка екіпаж групи реагування патрульної поліції Кальміуського відділення поліції на службовому автомобілі натрапив на протитанкову міну між Талаківкою і Гнутовим. Внаслідок вибуху майор Макаревич, який був за кермом, загинув, ще два співробітника поліції дістали поранення. Поряд виявили ще одну замасковану міну. Факт кваліфіковано за ст. 258 ККУ «Терористичний акт». Попередньо встановлено, що поліцейські їхали на виклик про незаконну вирубку лісу на околицях Талаківки. До зони обслуговування цієї ГРПП входять населені пункти на лінії розмежування Талаківка, Гнутове, Сартана. Похований в смт Желанне. |
| 3827     |                  | Добровольський Андрій Омелянович                        | 11 грудня 1996, Тустань Галицький район Івано-Франківська область. Солдат, командир бойової машини — командир відділення 2-ї роти 8-го ОМПБ «Поділля» 10-ї ОГШБр. 2016 закінчив Івано-Франківський професійний політехнічний ліцей за фахом машиніста. Писав вірші, малював. Займався альпінізмом. Пішов до війська за контрактом 12.02.2016, після того, як з фронту повернувся батько. Після навчання на полігоні у Старичах з травня по листопад 2016 служив у зоні АТО, воював у Красногорівці. До травня 2017 проходив службу в Ценжіві Івано-Франківської області, звідки знову виїхав на фронт. Залишились батьки, молодший брат, сестра та дружина. | 17 листопада 2017            | У першій половині дня внаслідок обстрілу позицій поблизу с. Троїцьке (Попаснянський район) зі стрілецької зброї (кулеметів), дістав кульове поранення у голову. Лікарями проведені реанімаційні заходи, але за годину Андрій помер — у лікарні м. Попасна. Похований в с. Тустань. |
| 3828     |                  | Яроцький Олександр Вікторович                           | 15 жовтня 1984, РРФСР. Мешкав у м. Старокостянтинів Хмельницька область. Солдат, кухар 128-ї ОГПБр. 2002 закінчив Старокостянтинівський професійний ліцей за спеціальністю кухаря. Строкову службу проходив у в/ч А4009 (ракетна база). З 2010 працював слюсарем-ремонтником у Старокостянтинівській філії ПАТ «Хмельницькгаз». Захоплювався авто-мототехнікою. Мобілізований під час 2-ї хвилі мобілізації, пройшов бої за Луганський аеропорт, за Іловайськ, за Дебальцеве. Після демобілізації, повернувся додому, на попереднє місце роботи. Згодом знову пішов до війська, на службу за контрактом. Служив кухарем, потім попросився на передову. Залишилась дружина та син шкільного віку. | 17 листопада 2017            | За повідомленням 5-го каналу, загинув під час виконання бойового завдання в Луганській області. Похований у Старокостянтинові. Прим. За даними «Книгі пам'яті загиблих» Яроцький Олександр загинув під час несення лужби в районі сел. Зоря, Костянтинівський район Донецької області. За повідомленням газети «Знам'я індустрії» з посиланням на джерела в поліції Костянтинівського району, на території військової частини військовослужбовець ЗСУ застрелив побратима 1984 р.н. |
| 3829     |                  | Калихалін Михайло Михайлович                            | 12 червня 1993, Веселе (Павлоградський район) Дніпропетровська область. Сержант, командир бойової машини 25-ї ОПДБр. Після проходження строкової служби, через півроку підписав контракт. В зоні проведення АТО з 2014. Залишились мати та двоє старших братів. | 19 листопада 2017            | Загинув поблизу с. Кам'янка (Ясинуватський район) під час пожежі у бліндажі, — витягнув з вогню одного побратима і повернувся рятувати інших, але разом з двома бійцями від чадного газу задихнувся і згорів заживо. За даними ЗМІ, офіційною версією є потрапляння бойового ворожого снаряду, від якого бліндаж загорівся. Раніше, 20 листопада, в штабі АТО повідомляли, що за попередньою інформацією, пожежа сталася внаслідок необережного поводження з пічним обладнанням, за фактом події порушено кримінальну справу, проводиться слідство. Після проведення експертиз та ідентифікації похований 8 грудня з усіма військовими почестями в закритій домовині у селі Веселе. |
| 3830     |                  | Пасічник Віталій Петрович                               | 4 листопада 1993, Стара Гута (Дунаєвецький район) Хмельницька область. Солдат, військовослужбовець 208-ї ЗРБр, в/ч А1836, с-ще Полігон. Закінчив Кам'янець-Подільське училище культури. Був призваний на строкову службу, у подальшому служив за контрактом. Залишилась дитина, якій немає ще й року. | 19 листопада 2017            | Загинув поблизу с. Кам'янка (Ясинуватський район) під час пожежі у бліндажі. За повідомленням штабу АТО, на Донецькому напрямку загинули троє військовослужбовців, за попередньою інформацією, — внаслідок необережного поводження з пічним обладнанням. Причини і подробиці надзвичайної події з'ясовуються. На місці працюють опергрупа ВСП та представники військової прокуратури. Після проведення експертиз та ідентифікації 9 грудня з двома військовими прощались на території військової частини в селищі Полігон під Миколаєвом. |
| 3831     |                  | Кузьменко Олександр Сергійович                          | 26 вересня 1980, мешкав у с-щі Полігон Вітовський район Миколаївська область. Прапорщик, начальник групи 208-ї ЗРБр, в/ч А1836, с-ще Полігон. Залишилось двоє дітей. | 19 листопада 2017            | Загинув поблизу с. Кам'янка (Ясинуватський район) під час пожежі у бліндажі. За повідомленням штабу АТО, на Донецькому напрямку загинули троє військовослужбовців, за попередньою інформацією, — внаслідок необережного поводження з пічним обладнанням. Причини і подробиці надзвичайної події з'ясовуються. На місці працюють опергрупа ВСП та представники військової прокуратури. Після проведення експертиз та ідентифікації 9 грудня з двома військовими прощались на території військової частини в селищі Полігон під Миколаєвом. |
| 3832     |                  | Смурага Олександр Петрович (Позивний «Смурфік»)         | 15 червня 1989, Сонцеве (Устинівський район) Кіровоградська область. Мешкав у м. Помічна Добровеличківський район. Старший солдат, стрілець-помічник гранатометника 10-го ОМПБ «Полісся» 59-ї ОМПБр (у повідомленні Кіровоградської облради вказана в/ч А2960). У 6 років залишився сиротою. Мобілізований у 5-ту хвилю, з травня 2016 служив за контрактом. Останній рік проживав у Помічній. Залишились дві сестри, двоє братів та цивільна дружина. | 20 листопада 2017            | За повідомленням Добровеличківської РДА, загинув у зоні АТО від численних кульових поранень (у ЗМІ повідомляли, що загинув від кулі снайпера). Похований у м. Помічна. За даними штабу АТО, за добу загинув один військовослужбовець — в результаті ворожого обстрілу сил АТО поблизу с. Павлопіль на Приморському напрямку (Прим., саме у цьому районі несуть службу підрозділи 59-ї ОМПБр). |
| 3833     |                  | Мотишен Віктор Миколайович                              | 12 червня 1983, Тавричанка Каховський район Херсонська область. Молодший сержант, водій роти вогневої підтримки 17-го ОМПБ «Кіровоград» 57-ї ОМПБр, в/ч А4279. Останнім часом проживав в селі Павлівка (Чаплинський район). Вступив на військову службу за контрактом 12.08.2017, зарахований до в/ч А4279 01.11.2017. Залишились сестра та дружина. | 20 листопада 2017            | Загинув від вогнепального кульового поранення поблизу с. Невельське Ясинуватського району, обставини не уточнено. |
| 3834     |                  | Кривенко Денис Вікторович (Позивний «Ніндзя»)           | 20 грудня 1981, Дніпро. Молодший сержант, сержант з матеріального забезпечення 3-ї роти «Донбас» 16-го ОМПБ 58-ї ОМПБр. Доброволець БСП «Донбас» НГУ, по тому перейшов до 16-го ОМПБ. Залишилась дружина та троє неповнолітніх дітей, — 12-річна донька та сини 10 і 5 років. | 23 листопада 2017            | Загинув у ході бойового зіткнення в районі Бахмутської траси, по лінії с. Кримське (Новоайдарський район) — окуповане смт Сентянівка (колишнє Фрунзе), прикриваючи поранених. Після прощання у Дніпрі похований в с. Любимівка (Дніпровський район). |
| 3835     |                  | Шевченко Сергій Павлович (Позивний «Шева»)              | 18 травня 1974, Новопокровка (Чугуївський район) Харківська область. Солдат, гранатометник 3-ї роти «Донбас» 16-го ОМПБ 58-ї ОМПБр. До 2009 13 років відпрацював на Новопокровському комбінаті хлібопродуктів. Добровольцем пішов на фронт на початку війни, воював у складі розвідвзводу 1-го батальйону 92-ї ОМБр, у БСП «Донбас» НГУ, по тому перейшов на військову службу за контрактом до 16-го ОМПБ. Залишились мати, брат, дружина та троє дітей. | 23 листопада 2017            | Загинув від поранень у груди (вище бронежилету) в ході бойового зіткнення в районі Бахмутської траси, по лінії с. Кримське (Новоайдарський район) — окуповане смт Сентянівка (колишнє Фрунзе). Тіла трьох військовослужбовців залишились на неконтрольованій території, передані українській стороні 25 листопада на мосту біля м. Щастя. Похований на кладовищі № 18 м. Харкова, 12 квартал — Алея Слави. |
| 3836     |                  | Сухінін Олександр Віталійович (Позивний «Баня»)         | 25 квітня 1972, Макіївка Донецька область. Сержант, командир гранатометного відділення 3-ї роти «Донбас» 16-го ОМПБ 58-ї ОМПБр. У 2014—2015 воював у складі БСП «Донбас» НГУ, 2016-го — ДУК ПС, з 2017 — у 16 ОМПБ за контрактом. Залишились дружина в Києві, дорослі дочка та син. | 23 листопада 2017            | Загинув від несумісних з життям поранень живота у ході бойового зіткнення в районі Бахмутської траси, по лінії с. Кримське (Новоайдарський район) — окуповане смт Сентянівка (колишнє Фрунзе). Тіла трьох військовослужбовців залишились на неконтрольованій території, передані українській стороні 25 листопада на мосту біля м. Щастя. Похований у Дніпрі, на Краснопільському цвинтарі. |
| 3837     |                  | Тюменцев Олександр Володимирович (Позивний «Тюмень»)    | 6 травня 1978, с-ще Піонерське Тюменська область РРФСР. Мешкав у м. Лубни Полтавська область. Старший лейтенант, командир гранатометного взводу роти вогневої підтримки 16-го ОМПБ 58-ї ОМПБр. 1999 закінчив ОІСВ. Проходив службу у м. Володимир-Волинський на посаді командира механізованого взводу. 2002 звільнився з військової служби. Працював на підприємствах Лубен. У 2006—2008 працював на посаді начальника відділу з питань надзвичайних ситуацій виконавчого комітету Лубенської міської ради. З 2008 займався підприємницькою діяльністю. З серпні 2014 до літа 2015 служив за мобілізацією у складі 831-ї бригади тактичної авіації, брав участь в АТО. У травні 2017 підписав контракт. Залишилась мати, донька та син. | 23 листопада 2017            | Загинув від численних поранень у голову в ході бойового зіткнення в районі Бахмутської траси, по лінії с. Кримське (Новоайдарський район) — окуповане смт Сентянівка (колишнє Фрунзе). Тіла трьох військовослужбовців залишились на неконтрольованій території, передані українській стороні 25 листопада на мосту біля м. Щастя. Похований у Лубнах. За даними штабу АТО, в ході бойового зіткнення поблизу с. Кримське, яке тривало 8 годин, загинули четверо військовослужбовців, двоє дістали поранень. В 16 ОМПБ підтвердили, що ще один поранений боєць потрапив у полон. Коментарі військових: близько 7:30 на спостережному пункті було виявлено пересування ДРГ терористів у напрямку Бахмутської траси, на перехоплення вийшла мобільна група. Під час переслідування противника, який відступив назад, група перейшла трасу і потрапила у засідку. В подальшому вогнем мінометних розрахунків було зупинено спробу бойовиків зайти з правого флангу. Бойові дії тривали до сутінків. Під вогнем противника евакуйовано поранених і тіло одного загиблого. Двоє військовослужбовців, які опинились в оточенні, вступили в локальний бій, зуміли зробити мінні пастки, перечекали до ранку і вийшли до своїх. Один поранений потрапив у полон. Полонений Роман Фурсов був звільнений за обміном 29.12.2019. |
| 3838     |                  | Павлов Ілля Олександрович                               | 18 років, Самчики Старокостянтинівський район Хмельницька область. Військовослужбовець НГУ. Здобув фах кухаря, практику проходив у військовій частині Старокостянтинова. Підтримував ДУК ПС. 2017 вступив на військову службу в НГУ. Залишились батьки і дві сестри. Старша сестра з чоловіком більше року захищають Україну на фронті. | 24 листопада 2017 орієнтовно | Дата, місце й обставини не уточнені. Чи був учасником АТО, — не повідомляється. Похований 27 листопада в с. Самчики. |
| 3839     |                  | Литвинчук Дмитро Юрійович                               | 14 березня 1992, Крученець Черняхівський район Житомирська область. Сержант, начальник радіостанції 2-го десантно-штурмового батальйону 95-ї ОДШБр. Закінчив Селянщинський спортивний ліцей та вступив до ЖДУ імені Івана Франка на факультет фізичного виховання та спорту. Під час проходження практики викладав фізичну культуру в Селянщині. У війську з 2014, служив у 20-му центрі ремонту засобів зв'язку та радіотехнічного забезпечення, в/ч А1724, Озерне. Після загибелі, у червні 2014, кращого друга, десантника Олександра Голяченка, постійно прагнув поїхати в зону АТО. У вересні 2014 підписав контракт з 95 ОДШБр. Залишились батьки і молодша сестра. | 25 листопада 2017            | Загинув близько 12:00 від кулі снайпера біля одного з опорних пунктів поблизу смт Верхньоторецьке Ясинуватського району. Снайпер не давав витягнути пораненого Дмитра, і він помер від крововтрати. Намагаючись врятувати Дмитра, смертельне поранення дістав ще один десантник. Похований в с. Крученець. |
| 3840     |                  | Перепелиця Максим Олегович                              | 28 листопада 1990, Житомир. З малих років мешкав у с. Давидівка (Хорошівський район) Житомирська область. Молодший сержант, снайпер роти снайперів 95-ї ОДШБр. 2008 вступив до Житомирського технологічного коледжу, але не закінчив його. 29.10.2009 був призваний на строкову службу у Десні, після проходження якої 2011 підписав контракт і служив в 30 ОМБр у Новоград-Волинському, а з 2014 — у житомирській десантній бригаді. З 2013 проживав у Житомирі. З перших днів війни — на фронті. Неодружений, залишились батьки і сестра. | 25 листопада 2017            | Загинув у бою біля одного з опорних пунктів поблизу смт Верхньоторецьке Ясинуватського району, рятуючи іншого пораненого бійця, — Максима не встигли довезти до шпиталю. Похований у свій день народження на Смолянському військовому кладовищі Житомира. |
| 3841     |                  | Маслов Віктор Олегович (Позивний «Бача»)                | 11 листопада 1968, Прилуки Чернігівська область. Старший солдат, розвідник-гранатометник розвідувальної роти 3-го парашутно-десантного батальйону 25-ї ОПДБр. Здобув фах слюсаря-ремонтника. З 11.11.1986 до 11.01.1989 служив у радянській армії снайпером-розвідником батальйону ВДВ, учасник бойових дій в Афганістані (м. Баракі Барак). Після смерті дружини у ДТП переїхав до матері в с. Даньківка (Прилуцький район). З листопада 2016 на військовій службі за контрактом. Залишилися батьки і донька. | 28 листопада 2017            | Загинув близько 16:00 від кулі снайпера в районі м. Авдіївка. Похований на Алеї Слави на кладовищі «Білещина» у Прилуках. |
| 3842     |                  | Жиденко Василь Григорович                               | 59 років, Вознесенське (Золотоніський район) Черкаська область. Механік-водій 128-ї ОГПБр. Служив за контрактом з 2016 року. | 30 листопада 2017 орієнтовно | Загинув в зоні проведення АТО (час, місце і обставини) не уточнені. Інформацію про загибель військовослужбовця підтвердив головний військовий комісар Черкаської області Євген Курбет. Похований 2 грудня у Вознесенському. |
| Грудень  |                  |                                                         | |                              | |
| 3843     |                  | Горний Олександр Юрійович                               | 1995, Довжок (Кам'янець-Подільський район) Хмельницька область. Військовослужбовець 11-го ЗРП. Під час проходження строкової служби підписав контракт. На фронті з 04.11.2017. | 1 грудня 2017                | Трагічно загинув у зоні АТО, місце й обставини не уточнено. Похований 6 грудня на Алеї Слави міського кладовища Кам'янця. |
| 3844     |                  | Мальцев Володимир Анатолійович (Позивний «Копчений»)    | 17 лютого 1983, Лихачів Носівський район Чернігівська область. Молодший сержант, командир бойової машини — командир відділення 3-го взводу 2-ї роти 1-го механізованого батальйону 54-ї ОМБр. Здобув фах водія у Ніжині та тракториста — у ВПУ №33 с. Мрин. Пройшов строкову службу в десантних військах у Болграді. Працював спочатку в пожежній частині Києва, по тому — на Житомирській кондитерській фабриці «Житомирські ласощі». З 2007 по 2014 мешкав у Житомирі. Влітку 2014-го повернувся до рідного села. Пішов до військкомату добровольцем, 07.12.2014 підписав контракт на три роки. На фронті з 11.02.2015, пройшов бої за Дебальцеве, де зазнав контузії. Залишилась мати, дві сестри (одна з яких є його двійнятком), дружина та двоє синів. | 2 грудня 2017                | 1 грудня о 16:20 дістав важке поранення під час мінометного обстрілу РОП біля с. Троїцьке (Попаснянський район). Помер о 1:20 у лікарні м. Попасна. Похований в с. Лихачів. |
| 3845     |                  | Конокеєнко Дмитро Павлович (Позивний «Чорномор»)        | 11 серпня 1991, Чорноморськ Одеська область. Мешкав у м. Подільськ (колишній Котовськ). Молодший сержант, командир 1-го протитанкового кулеметного відділення 1-го взводу 1-ї роти 11-го ОМПБ «Київська Русь» 59-ї ОМПБр. Закінчив Котовський професійний ліцей. Мобілізований 2015 як доброволець до БСП «Донбас» НГУ, через рік, — у серпні 2016, підписав контракт із ЗСУ. Залишились батьки і старший брат. | 3 грудня 2017                | Загинув під час обстрілу позицій ЗСУ поблизу с. Широкине внаслідок вибуху міни калібру 120 мм, ще один боєць дістав поранення. Похований в м. Подільськ. |
| 3846     |                  | Рудик Юрій Володимирович                                | 20 січня 1971, Славута Хмельницька область. З 4-х років мешкав у с. Майків Гощанський район Рівненська область. Солдат, водій взводу вогневої підтримки 1-ї гірсько-штурмової роти 109-го ОГШБ 10-ї ОГПБр. Закінчив училище за фахом водія. Працював водієм у місцевому колгоспі, деякий час їздив на заробітки, пізніше підробляв будівельником в Нетішині. 21.07.2017 вступив на військову службу за контрактом. Залишились мати, сестра, дорослі донька і син та троє онуків. | 4 грудня 2017                | 18 листопада був поранений снайпером у голову в зоні АТО на Луганщині та перебував у глибокій комі. 4 грудня помер, не приходячи до свідомості, в лікарні ім. Мечникова м. Дніпро. Похований в с. Майків. Раніше в Луганській обласній ВЦА повідомляли, що 18 листопада зазнали поранень двоє військовослужбовців — внаслідок ворожих обстрілів околиць міста Золоте та смт Новотошківське Попаснянського району. |
| 3847     |                  | Кавун Андрій Іванович (Позивний «Бархан»)               | 14 липня 1986, Кривий Ріг Дніпропетровська область. Старший солдат, снайпер 74-го ОРБ. Захоплювався страйкболом. Добровольцем пішов у 43-й ОМПБ «Патріот» (спочатку — БТО «Патріот») пішов добровольцем, де служив до кінця 2015 — снайпер 2-го взводу 1-ї роти, з серпня 2014 перебував на фронті. По тому підписав контракт із 74 ОРБ. По закінченні контракту збирався одружитись. Залишились батьки, сестра. | 4 грудня 2017                | 30 листопада дістав тяжке поранення у промзоні м. Авдіївка. Помер, не приходячи до свідомості, в лікарні ім. Мечникова м. Дніпро. Похований на Алеї Слави Центрального кладовища Кривого Рогу. |
| 3848     |                  | Матюхін Віктор Олексійович (Позивний «Казах»)           | 9 травня 1966, 51 рік, Карагандинська область Казахстан. Мешкав у м. Львів. Доброволець, стрілець 2-го взводу 1-ї ОШР ДУК ПС. Закінчив будівельний технікум, займався проектуванням аеродромів, працював кіномеханіком. Мешкав у Росії. Вступив до духовної семінарії, співав у хорі, малював ікони. За повідомленнями в соцмережі російських націоналістів, служив у Троїце-Сергієвій лаврі РПЦ в сані ігумена (прим., не плутати з настоятелем і намісником лаври), церковне ім'я Мойсей, але з часом склав із себе сан та простим іноком перейшов до Катакомбної церкви (ІПЦ). Був членом общини козаків Сергієва Посада та активним учасником російського націоналістичного руху, брав участь в «Руських маршах» у Москві, 2008 проривав кордон ОМОНу на Арбаті (прим., товариші Матюхіна, російські націоналісти, є антиімперцями, антикомуністами, не підтримують російську агресію проти України). Переслідувався ФСБ. Навесні 2015 приїхав до України, вивчив українську мову. В соцмережі Facebook — Віктор Штанг. Спочатку воював на Луганщині у складі батальйону «Свята Марія», в добровольчому формуванні спецпризначення «Вікінг», отримав звання капітана від МГО "Міжнародна Академія Козацтва". Влітку 2015 деякий час працював охоронцем на Фастівському деревообробному комбінаті. В ДУК з літа 2016, був найстаршим бійцем роти, мав величезний бойовий досвід. Залишилась дружина у Львові. | 4 грудня 2017                | Загинув від кулі снайпера поблизу с-ща Піски (Ясинуватський район). Похований у Львові на Личаківському цвинтарі. |
| 3849     |                  | Ткаченко Анатолій Олександрович                         | 14 липня 1977, Антрацит Луганська область. Майор, співробітник СБУ. Закінчив Національний аерокосмічний університет імені М. Є. Жуковського «Харківський авіаційний інститут» у 2000 році. На військову службу в СБУ прийшов у лютому 2003 року і присвятив спецслужбі 13 років. Залишилися дружина, син та донька. | 6 грудня 2017                | Після окупації частини Луганської області продовжив виконувати покладені на СБУ завдання в окупованому Антрациті: здійснював оперативно-розшукові заходи та надавав важливу інформацію щодо злочинів окупантів і сепаратистів. 6 грудня 2017 року рішенням районного суду міста Харкова був оголошений померлим. |
| 3850     |                  | Дубей Іван Омелянович (Позивний «Дівіді»)               | 20 січня 1988, Ворона (Коломийський район) Івано-Франківська область. Старший солдат, кулеметник — командир бойової машини (БМП-1) 8-го ОМПБ «Поділля» 10-ї ОГШБр. Грав за сільську футбольну команду. Стокова служба — десантні війська. Працював у службі охорони, їздив на заробітки. Відслужив рік за мобілізацією в зоні АТО, ще через півроку 16.03.2016 підписав контракт, був номером обслуги ДШКМ, навідником. По тому призначений командиром БМ, 12.05.2016 повернувся на фронт, — у Мар'їнку. Залишились батьки і молодший брат. | 7 грудня 2017                | 3 грудня поблизу с. Новозванівка дістав поранення у голову, що несумісне із життям, від кулі снайпера, коли під час обстрілу побіг за боєприпасами. Перебував у реанімації в тяжкому стані, на апараті штучного дихання, в лікарні ім. Мечникова м. Дніпро, помер 7 грудня. Похований в с. Ворона. |
| 3851     |                  | Павленко Андрій Олексійович (Позивний «Павлуха»)        | 13 листопада 1984, Новотроїцьке (Новотроїцький район) Херсонська область. Мешкав в смт Аули Дніпропетровська область. Прапорщик, командир бойової машини (БМП) — головний сержант 3-го парашутно-десантного взводу 1-ї парашутно-десантної роти 1-го батальйону 25-ї ОПДБр. 2002 призваний на строкову службу, під час якої підписав контракт, служив у ВВ МВС на посаді стрільця. Після закінчення школи прапорщиків у навчальному центрі в Золочеві був призначений начальником варти. 2007 року звільнився, переїхав до смт Аули, одружився. Працював у приватній охоронній компанії «Крок». Пішов на фронт добровольцем у жовтні 2014, до серпня 2015 служив у 3-му взводі 3-ї роти батальйону МВС «Київ-1». У червні 2016 уклав контракт із ЗСУ. Залишилась дружина та двоє дітей, донька 2012 р.н. та син 2015 р.н. | 7 грудня 2017                | Загинув від смертельного кульового поранення під час обстрілу в районі м. Авдіївка, ще один військовослужбовець дістав поранення. Похований на цвинтарі смт Аули на алеї Героїв. |
| 3852     |                  | Іванович Віталій Валентинович                           | 21 серпня 1992, Дніпропетровська область. Мешкав в смт Гвардійське (Новомосковський район). Старший лейтенант, заступник командира батареї 25-ї ОПДБр. Раніше — командир 2-го зенітного ракетного взводу зенітної ракетної батареї зенітного ракетно-артилерійського дивізіону. | 8 грудня 2017                | Помер під час несення служби в районі м. Авдіївка. |
| 3853     |                  | Твердола Анатолій Іванович                              | 14 березня 1970, Ладижинські Хутори Гайсинський район Вінницька область. Старший сержант, командир відділення протитанкового взводу роти вогневої підтримки 9-го ОМПБ «Вінниця» 59-ї ОМПБр. Закінчив Вінницьке професійне училищі. Проходив строкову службу в десантно-штурмовій бригаді, по тому служив у Групі радянських військ у Німеччині. Після звільнення в запас працював в органах міліції, пожежній частині, в 2000-х працював у Державній службі охорони в Ладижині, — був охоронником "Промінвестбанк". Учасник Революції гідності. Протягом двох років був волонтером, а у січні 2017 вступив на військову службу за контрактом. Залишились мати, дружина та двоє синів. | 8 грудня 2017                | Загинув близько 5:00 від вогнепальних кульових поранень грудної клітки та спини, що не сумісні з життям, під час обстрілу позицій батальйону поблизу села Водяне у Приазов'ї. Похований в с. Ладижинські Хутори. |
| 3854     |                  | Прошкін Олександр Олександрович (Позивний «Проха»)      | 22 листопада 1991, Маріуполь Донецька область. Мешкав у с. Кам'яне (Лебединський район) Сумська область. Старший солдат, номер обслуги 3-го штурмового взводу 2-ї «афганської» штурмової роти 24-го ОШБ «Айдар» 53-ї ОМБр. Закінчив професійно-технічний ліцей в с. Веприк (Гадяцький район) за спеціальностями коваля та електрогазозварювальника. 2011 проходив строкову службу. Працював за фахом у ТОВ «Роял Хаус» та охоронцем. 04.10.2017 підписав контракт із ЗСУ. Залишились батьки, сестра, дружина та 9-місячна донька. | 8 грудня 2017                | Загинув близько 10:20 внаслідок обстрілу з міномету калібру 120 мм поблизу с-ща Травневе (Бахмутський район) на "Світлодарській дузі". В штабі АТО повідомили, що по Травневому випущено понад півсотні мін. Похований в с. Кам'яне. |
| 3855     |                  | Парасочка Геннадій Павлович (Позивний «Колобок»)        | 29 вересня 1975, Північне (підпорядковане Торецьку) Донецька область. Солдат, номер обслуги гранатометного відділення 3-го штурмового взводу 2-ї «афганської» штурмової роти 24-го ОШБ «Айдар» 53-ї ОМБр. Закінчив професійно-гірничий ліцей, 1993—1994 проходив строкову військову службу. Приватний підприємець. З лютого 2015 до 2016 служив за мобілізацією у 81-й ОДШБр, 09.10.2017 уклав контракт і служив в «Айдарі». Залишились батьки. | 8 грудня 2017                | Загинув о 9:55 від кулі снайпера під час вогневого зіткнення з ДРГ противника поблизу с-ща Травневе (Бахмутський район) на "Світлодарській дузі". Похований у Торецьку. |
| 3856     |                  | Караконстантин Федір Федорович                          | 29 березня 1995, Старі Трояни Кілійський район Одеська область. Лейтенант, командир 3-го парашутно-десантного взводу 4-ї ПДР 2-го ПДБ 25-ї ОПДБр. Ґаґауз. 2016 закінчив Одеську військову академію, уклав контракт і в березні 2017 вирушив на фронт. Залишились мати і брат. | 8 грудня 2017                | Загинув від кулі снайпера поблизу с-ща Кам'янка (Ясинуватський район). Похований в с. Старі Трояни. |
| 3857     |                  | Зельманович Віктор Ігорович (Позивний «Зеля»)           | 3 жовтня 1992, Доманівка Миколаївська область. Доброволець окремої тактичної групи «Волинь» УДА. Після 10 класу разом із батьком працював трактористом в агрофірмі «Нібулон». 2016 добровольцем пішов на фронт. 25.03.2017 прибув на позиції підрозділу біля Мар'їнки. 30.08.2017 дістав поранення, але допоміг іншому пораненому товаришу, після лікування у жовтні повернувся на передову. Залишилися батьки і сестра. | 10 грудня 2017               | Помер від поранень, що несумісні з життям, внаслідок підриву на протипіхотній міні з «розтяжкою» під час бойового виходу в районі м. Мар'їнка. Похований в смт Доманівка. |
| 3858     |                  | Зубченко Олександр Миколайович (Позивний «Запал»)       | 4 червня 1990, Диканька Полтавська область. З 1991 мешкав у Миргороді. Доброволець ОТГ «Волинь» УДА. Закінчив СПТУ №44 м. Миргород, де здобув фах електромонтера з ремонту та обслуговування електроустаткування. Працював в службі охорони, згодом слюсарем з ремонту автомобілів на Миргородському хлібозаводі. З березня 2017 воював в УДА. Залишились батьки і сестра. | 10 грудня 2017               | Підірвався на протипіхотній міні з «розтяжкою» під час бойового виходу в районі м. Мар'їнка, помер від поранень, що несумісні з життям. Похований у Миргороді на Алеї Героїв. |
| 3859     |                  | Тимченко Володимир Юрійович                             | 15 лютого 1962, 55 років, с. Єгіндибулак Карагандинська область Казахська РСР. Зі шкільних років мешкав у с. Мокра Рокитна Нововодолазький район Харківська область. Солдат, водій взводу матеріального забезпечення 109-го ОГШБ 10-ї ОГПБр. Закінчив ПТУ в Харкові за фахом налагоджувальника. З 1981 проходив строкову службу на посаді водія, ветеран війни в Афганістані. Працював за фахом на Лозівському ковальсько-механічному заводі, потім — водієм. З початком війни постійно намагався потрапити до армії. 16.08.2016 підписав контракт та після проходження навчання, 21.12.2016 прибув у свій підрозділ. Залишилися дві сестри, брат, дружина, дві доньки та онук. | 11 грудня 2017               | 22 листопада поблизу м. Золоте (Попаснянський район) у кабіну вантажівки з автоцистерною влучила ПТКР, поранення дістали двоє військових, їх одразу ж евакуювали на МТ-ЛБ. Володимир з вкрай важкими пораненнями був доставлений до лікарні ім. Мечникова у м. Дніпро. Після майже трьох тижнів боротьби за життя військовослужбовець помер. Похований у с. Рокитне (Нововодолазький район) біля могили батьків. |
| 3860     |                  | Зиков Юрій (Позивний «Шип»)                             | 14 квітня 1969, Харків. Заступник командира розвідувальної групи 54-ї ОМБр. У 2014 був членом Харківської Самооборони, захищав Харківський Євромайдан. Пішов на фронт добровольцем у складі загону територіальної оборони. По тому служив у 92-ій ОМБр, воював в районі Мар'їнки та Красногорівки, останнім часом служив у 54-ій ОМБр. Залишилась дружина та 14-річна донька. | 12 грудня 2017               | Помер вранці через раптову зупинку серця в районі на «Світлодарській дузі». Лікарі констатували інфаркт. Напередодні повернувся з відпустки на передову, готувався заступити на бойове чергування. Похований у Харкові на Алеї Слави. |
| 3861     |                  | Кушнір Михайло Васильович                               | 12 січня 1993, Батрадь (присілок Нова Бовтрадь) Берегівський район Закарпатська область. Старший солдат, механік-водій гірсько-піхотного взводу 3 гірсько-піхотної роти 15-го ОГПБ 128-ї ОГПБр. На фронті вже вдруге, служив за контрактом. Неодружений, залишилися батьки та старші сестра і два брати. | 12 грудня 2017               | Близько 15:30 на території ВОП "Бірюза" поблизу с. Диліївка Костянтинівського району Донецької області дістав множинні вогнепальні кульові поранення тулубу та кінцівок під час конфлікту зі співслужбовцем, який випустив по ньому чергу з АКС-74. Від отриманих поранень та гострої крововтрати помер о 16:30 в ЦРЛ м. Торецьк. Похований в Батраді. Солдата, який застрелив Михайла, засудили до 9 років позбавлення волі. |
| 3862     |                  | Корнелюк Павло Володимирович (Позивний «Кат»)           | 22 травня 1988, Вінниця. Старший солдат, розвідник-кулеметник 131-го ОРБ. Закінчив Вінницький технічний коледж за спеціальністю «Конструювання, виробництво та технічне обслуговування радіотехнічних пристроїв», технік-конструктор. 2012 закінчив Академію внутрішніх справ у Києві, працював дільничним у Мурованокуриловецькому райвідділку міліції (смт Муровані Курилівці). Офіцер (МВС). Захоплювався історією. 14.07.2017 уклав контракт із ЗСУ та після підготовки на полігоні у вересні поїхав на фронт. Залишились батьки, брат, дружина та 2-річна донька. | 13 грудня 2017               | О 17:15 дістав вогнепальне поранення голови від кулі снайпера, що зрикошетила від удару о брус, на спостережному пункті поблизу ДФС (Донецької фільтрувальної станції) у напрямку окупованого с-ща Крута Балка, о 18:50 помер у військовому госпіталі м. Авдіївка. Похований на Центральному міському кладовищі Вінниці, на Алеї Слави. |
| 3863     |                  | Терещенко Олександр Іванович                            | 25 березня 1985, Кролевець Сумська область. Командир гармати артилерійської батареї бригадної артилерійської групи 58-ї ОМПБр. Закінчив СПТУ за фахом електромонтера та водія. Після строкової служби (2003), проходив службу за контрактом у «Десні» та 1 ОТБр — старший механік-водій і командир танку Т-64. З 01.08.2014 по 08.04.2015 проходив службу за мобілізацією — стрілець 2-го полку охорони НГУ (в/ч 3022). 21.05.2015 вдруге пішов до війська за мобілізацією, до 17.12.2016 служив у 93-й ОМБр на посадах стрільця, старшого стрільця та помічника гранатометника, виконував завдання у Донецькій області, мав поранення. 30.01.2017 уклав контракт на проходження військової служби у 58-ій бригаді. Залишились мати, сестра та цивільна дружина. | 13 грудня 2017               | Загинув у ніч з 13 на 14 грудня в Новоайдарівському районі (за повідомленням Кролевецької РДА — під час виконання бойового завдання, за повідомленням ЗМІ з посиланням на прес-офіцера 58-ї бригади — небойова втрата, обставини не уточнено). Похований на Варварівському кладовищі Кролевця. |
| 3864     |                  | Геніш Тимофій Йосипович                                 | 21 березня 1983, Рахів Закарпатська область. Старший солдат, номер обслуги артилерійської батареї 128-ї ОГПБр. Підписав контракт 12.12.2016. | 17 грудня 2017               | Близько 22:40 під час мінометного обстрілу бойовиками позицій українських військ в районі смт Зайцеве, одна з мін калібру 120 мм залетіла у бліндаж і влучила у чавунну піч-«буржуйку», яка розлетілася на дрібні уламки, почалася пожежа. В результаті вибуху й пожежі загинуло двоє військовослужбовців. Проводяться експертизи, обставини встановлює слідство. Поховання 06.04.2018 в Рахові. Прим. В штабі АТО повідомляли про трьох загиблих, але, за результатами журналістського розслідування «Новинарні», третій виявився живим, знайдений у Чернігові з незначними опіками рук. |
| 3865     |                  | Сипавка Андрій Олександрович                            | 13 червня 1980, Ужгород Закарпатська область. Зареєстрований у м. Чоп. Прапорщик, командир відділення взводу управління командира артилерійського дивізіону 128-ї ОГПБр. Підписав контракт 14.05.2016. Залишилася мати, сестра, дружина та двоє синів, 7 і 9 років. | 17 грудня 2017               | Близько 22:40 під час мінометного обстрілу бойовиками позицій українських військ в районі смт Зайцеве, одна з мін калібру 120 мм залетіла у бліндаж і влучила у чавунну піч-«буржуйку», яка розлетілася на дрібні уламки, почалася пожежа. В результаті вибуху і пожежі загинуло двоє військовослужбовців. Після проведення експертиз похований 24.05.2018 в Ужгороді на міському кладовищі Кальварія. |
| 3866     |                  | Сидоренко Станіслав Анатолійович (Позивний «Унтер»)     | 27 серпня 1981, Кривий Ріг Дніпропетровська область. Мешкав у м. Одеса. Розвідник БСП «Донбас» 15-го окремого полку НГУ (Слов'янськ). Закінчив Криворізький економічний інститут КНЕУ. Працював менеджером у компанії з продажу будматеріалів. У жовтні 2014 добровольцем пішов на фронт, брав участь у боях за Дебальцеве, обороняв Маріуполь в с. Широкине, двічі був поранений. | 18 грудня 2017               | За повідомленням у ЗМІ, загинув в зоні АТО (місце й обставини не уточнено, за непідтвердженими даними — самогубство). |
| 3867     |                  | Гульцьо Артем Андрійович                                | 9 серпня 1993, Дружба Ямпільський район (Сумська область). Мешкав у м. Житомир. Старший солдат, сапер 2-го батальйону 95-ї ОДШБр. В бригаді з 2010, — пройшов строкову службу, у 2011 підписав контракт. Робив різьблення по дереву, майстрував меблі, займався спортом. На фронті з весни 2014. Залишилися батьки, дружина та двоє синів віком 4 і 1 роки. | 19 грудня 2017               | Загинув близько 8:00 від мінно-вибухової травми під час виконання бойового завдання в результаті підриву на вибуховому пристрої з «розтяжкою» в районі смт Верхньоторецьке Ясинуватського району, ще двоє бійців дістали поранення (один з них у важкому стані). Похований на Смолянському військовому кладовищі Житомира. |
| 3868     |                  | Сорокодзюба Іван Михайлович (Позивний «Ваха»)           | 15 грудня 1976, Рокитне Київська область. Старший солдат, старший стрілець 2-го мотопіхотного відділення 1-го мотопіхотного взводу 2-ї мотопіхотної роти 13-го ОМПБ «Чернігів-1» 58-ї ОМПБр. В лютому 2017 вступив на військову службу за контрактом. | 19 грудня 2017               | Загинув вранці від вогнепального уламкового поранення грудної клітки внаслідок обстрілу з мінометів та СПГ-9 околиць смт Новотошківське Попаснянського району. Похований на центральному кладовищі смт Рокитне. |
| 3869     |                  | Борисенко Андрій Юрійович (Позивний «Боря»)             | 13 жовтня 1993, Павлоград Дніпропетровська область. Сержант, командир бойової машини — командир відділення парашутно-десантного взводу 4-ї парашутно-десантної роти 2-го батальйону 25-ї ОПДБр. Вступив у НМетАУ (м. Дніпро), але згодом залишив навчання. З кінця 2013 служив у 25-ій бригаді за контрактом на посаді навідника-оператора 1-ї роти 3-го батальйону. На фронті з 24.07.2014, — Шахтарськ, Іловайськ, Савур-могила, Майорськ, Красногорівка, Піски, ш. Бутівка, Авдіївка, неодноразово виконував завдання за лінією фронту. 2016 переведений до 2-го батальйону. Батько помер, залишились мати, сестра і кохана дівчина. | 20 грудня 2017               | Загинув поблизу селища Кам'янка (Ясинуватський район) від поранення у голову кулею снайпера. Похований в Павлограді, на кладовищі по вул. Луганській. |
| 3870     |                  | Оріхівський Олексій Володимирович (Позивний «Орєх»)     | 8 червня 1982, Залізничне (Полтавський район) Полтавська область. З 2-х років проживав у с. Кам'янка (Тростянецький район) Сумська область. Молодший сержант, командир кулеметного відділення роти вогневої підтримки 2-го парашутно-десантного батальйону 25-ї ОПДБр. Закінчив ПТУ № 25 м. Тростянець за фахом тракториста-машиніста. Строкова служба — війська ППО. Працював охоронцем, з 2011 — кінологом у службі охорони Артемівського заводу шампанських вин (м. Бахмут). Після того, як влітку 2014 на прохідній заводу внаслідок артилерійського обстрілу терористами дістав поранень товариш Олексія, він добровольцем пішов до військкомату. З серпня 2014 по вересень 2015 проходив службу за мобілізацією на посаді командира саперного відділення 91-го ОПОЗ, виконував завдання в районі Дебальцевого. У жовтні 2015 підписав контракт, після підготовки 12.12.2015 прибув до свого підрозділу в десантну бригаду. Залишились мати та молодший брат. | 21 грудня 2017               | Близько 0:30 внаслідок обстрілу дістав поранення уламком міни калібру 120 мм, що пробив бронежилет (за іншими даними, кульове поранення), в районі м. Авдіївка — поблизу с. Новоселівка Друга (Ясинуватський район) та с-ща Кам'янка. За дві години помер від поранення. В штабі АТО повідомили, що противник вів вогонь зі 120-мм мінометів і кулеметів. Похований на центральному кладовищі Тростянця, на Алеї Героїв. |
| 3871     |                  | Михайлюк Петро Тадейович (Позивний «Старшина»)          | 21 липня 1974, Гологори Золочівський район. Прапорщик, головний сержант 2-ї гаубичної самохідно-артилерійської батареї гаубичного артилерійського дивізіону бригадної артилерійської групи 80-ї ОДШБр. Виріс у багатодітній родині. Закінчив Львівське ПТУ № 52. 1992—1994 проходив строкову службу. 1997 закінчив 343-тю школу прапорщиків при Прикарпатському військовому окрузі. Проходив службу на посадах командира взводу (24 дивізія), старшини роти, старшини мехбатальйону (30 дивізія), старшини центру радіо та супутникового вузла зв'язку (93 полк зв'язку), старшини центру каналоутворювальних систем вузла зв'язку, начальника складу роти матеріального забезпечення. Багато років віддав армії. Мобілізований навесні 2014, ніс службу на Яворівському полігоні на посаді старшини. На фронті з вересня 2014 — сержант з матеріального забезпечення 2-ї ГСА батареї 80-ї бригади. Після демобілізації одразу підписав контракт. Залишились мати, троє братів, сестра та донька. | 22 грудня 2017               | Загинув у другій половині дня від осколкового поранення в шию під час артилерійського обстрілу з гармат калібру 122 мм (за іншими даними, — з мінометів) на підступах до с. Старий Айдар Станично-Луганського району. Похований в с. Гологори. |
| 3872     |                  | Шевченко Олег Сергійович                                | 22 вересня 1988, Лозова Харківська область. Солдат, водій 3-го відділення 1-го взводу 3-ї мотопіхотної роти 25-го ОМПБ «Київська Русь» 54-ї ОМБр. Працював на Лозівському КМЗ. З 2015 проходив військову службу за контрактом, 30.06.2017 підписав контракт у 54 ОМБр. Залишилась мати і брат. | 23 грудня 2017               | Загинув близько 11:50 від кулі снайпера на ВОП поблизу смт Луганське («Світлодарська дуга»). Похований на Центральному кладовищі м. Лозова. |
| 3873     |                  | Золотарьов Юрій Анатолійович                            | 11 лютого 1983, Київ. З 1994 мешкав у Дніпрі. Старший лейтенант, заступник командира по роботі з особовим складом 1-ї роти 1-го батальйону 25-ї ОПДБр. Виріс в родині військового. Закінчив Сумський військовий інститут ракетних військ і артилерії СумДУ (2004, спеціальність «Бойове застосування та управління діями підрозділів Сухопутних військ»). Мав багато захоплень: кулінарія, малювання, реконструкція зразків історичної зброї тощо. Проходив службу на посаді заступника командира батареї з виховної роботи та офіцера-психолога у 25 ОПДБр, з 2010 — офіцер-вихователь 3-го (військово-спортивного) взводу Ліцею з посиленою військово-фізичною підготовкою Дніпровської міської ради. Мобілізований 23.03.2014, бойовий шлях у складі 2-ї роти 25-ї бригади: Амвросіївка, Дебальцеве, Шахтарськ, Савур-могила, Нижня Кринка, Зайцеве. У березні 2015 повернувся до Ліцею, викладав вогневу підготовку. Вереснем 2016 вдруге пішов на фронт. Залишились батьки, двоє братів, дружина та син. | 24 грудня 2017               | Дістав уламкове поранення голови 21 грудня під час мінометного обстрілу в районі м. Авдіївка, чотири доби лікарі боролися за життя офіцера. Помер в лікарні ім. Мечникова м. Дніпро. Похований на Алеї Героїв Краснопільського кладовища. |
| 3874     |                  | Ширков Сергій Іванович                                  | 22 липня 1976, Сєвєродонецьк Луганська область. Мешкав у м. Суми. Підполковник, співробітник Управління СБУ в Сумській області. Виріс в с. Хухра Охтирський район Сумська область. Активно займався спортом: пауерліфтингом, важкою атлетикою, був срібним призером України з атлетизму. Вступив до Українського козацтва. 1999 закінчив СумДПУ імені Макаренка, філологічний факультет, українське відділення. Строкова служба — морська піхота України (Севастополь, 1999—2001). З 2007 проходив службу в СБУ. Учасник бойових дій в зоні АТО, виїжджав на передову у спецвідрядження. Тривалий час служив в ОЗСпП НГУ «Азов» (за повідомленням 5 каналу). Виконував завдання з контррозвідувального забезпечення підрозділів ЗСУ. Попри погіршення здоров'я, категорично відмовлявся від госпіталізації. Залишилися батько, брат, дружина та 10-річний син. Дружина працює в ГУ НП у Сумській області. | 24 грудня 2017               | Передчасно пішов з життя в зоні проведення АТО, де виконував завдання з контррозвідувального забезпечення підрозділів 58-ї ОМПБр, ймовірно, в Луганській області (за повідомленнями у соцмережі — серцевий напад). Похований на Алеї Героїв Центрального (Петропавлівського) кладовища м. Суми. |
| 3875     |                  | Товкач Андрій Віталійович                               | 3 квітня 1978, РРФСР. З дитинства мешкав в смт Широке (Широківський район) Дніпропетровська область. Старший солдат, гранатометник парашутно-десантного батальйону 25-ї ОПДБр. Здобув фах тракториста. Мобілізований 2015 року, служив у 1-му протитанково-артилерійському дивізіоні 93-ї ОМБр. Після демобілізації працював у Дніпрі, в «АТБ-Маркет». 2016-го повернувся до ЗСУ, служив на посаді водія-номера обслуги 138-ї ЗРБр (в/ч А4608). Влітку 2017 підписав контракт на службу у 25-ій бригаді. Залишились батько, брат, сестра, цивільна дружина та дві доньки. | 26 грудня 2017               | Загинув опівдні від смертельного вогнепального поранення під час обстрілу зі стрілецької зброї опорного пункту «Шахта» (вентиляційний ствол шахти «Бутівка-Донецька», між Авдіївкою та окупованим Донецьком). Похований в смт Широке поряд із могилою матері. |
| 3876     |                  | Ліпка Максим Васильович                                 | 2 березня 1992, Рівне (Новоукраїнський район) Кіровоградська область. Молодший лейтенант, командир батареї 40-ї ОАБр. З 2010 по 2014 навчався у Кременчуцькому національному університеті ім. Остроградського, 2011—2012 проходив строкову службу. Вдруге пішов до ЗСУ у 2015 році. Залишились мати, дружина і маленька дитина, якій ще немає 2-х років. | 26 грудня 2017               | За повідомленням ЗМІ з посиланням на представника облвійськкомату, дістав поранення в районі м. Волноваха під час обстрілу та від отриманих травм помер у госпіталі. З приводу обставини проводиться розслідування. Похований в с. Рівне. |
| 3877     |                  | Козак Ярослав Романович                                 | 7 березня 1961, 56 років, Коломия Івано-Франківська область. Військовослужбовець 10-ї ОГШБр. Ліквідатор аварії на ЧАЕС. Учасник бойових дій в зоні АТО, служив за контрактом. Одружений. | 27 грудня 2017               | Помер, під час виконання обов'язків військової служби (місце та обставини не уточнені). Похований в Коломиї. |
| 3878     |                  | Шеленгович Іван Валерійович                             | 1 липня 1995, Новопідкряж Царичанський район Дніпропетровська область. Мешкав у м. Дніпро. Солдат, навідник 1-ї роти 1-го парашутно-десантного батальйону 25-ї ОПДБр. Батьки померли, виховувався дідусем і бабусею. Захоплювався технікою, займався спортом. З 2012 мешкав в обласному центрі, де навчався на хімічному факультеті ДНУ ім. О. Гончара — вступив поза конкурсом на бюджет. 2015 залишив навчання і пішов працювати у делікатес-маркет "Le Silpo". 29.03.2016 підписав контракт, спочатку служив у 95 ОДШБр в Житомирі, де проходив навчання, у подальшому переведений до 25-ї, на фронті з 12.10.2017. Залишились дід та баба, дві сестри, цивільна дружина та 4-річний син. | 29 грудня 2017               | Загинув о 16:30 під час бойових дій на позиції «Шахта» (вентиляційний ствол шахти «Бутівка-Донецька», на південь від Авдіївки), від смертельного вогнепального поранення кулею снайпера — його не встигли довести до лікарні. Похований в с. Новопідкряж. |
| 3879     |                  | Щербаков Владислав Вікторович (Позивний «Фрімен»)       | 14 жовтня 1976, Лисичанськ Луганська область. З однорічного віку мешкав у м. Біла Церква Київська область. Військовослужбовець БСП «Донбас» 15-го окремого полку НГУ (Слов'янськ). Закінчив Білоцерківський НАУ, де здобув професію зоотехніка. З 23.02.2015 воював у складі ОЗСП НГУ «Азов». Служив у 1-му БОП НГУ імені Кульчицького, з березня 2017 — в батальйоні «Донбас». Залишились мати, дружина та двоє синів. | 31 грудня 2017               | Загинув у зоні АТО, місце й обставини не уточнені, за повідомленнями ЗМІ — під час виконання бойового завдання. Похований у Білій Церкві, на Алеї Слави кладовища Сухий Яр. |

## Втрати силових структур в тилу під час війни
Кульчицький Володимир Петрович, 1970 р.н., Воля-Добростанська Яворівський район Львівська область. Військовослужбовець військової служби за контрактом 24-ї ОМБр. Помер 3 жовтня 2017 близько 4:00, під час проведення планових занять на Рівненському полігоні, внаслідок гострої серцево-судинної недостатності. Похований в с. Воля-Добростанська.
 Дерев'янко Єгор, 1992 р.н. Солдат строкової служби військової частини 3027 НГУ. Загинув 5 жовтня 2017 в результаті ДТП. Близько 7:00, у Вишгородському районі Київської області поблизу с. Нові Петрівці пасажирський автобус «Богдан» сполученням «Димер — Київ» зіткнувся зі службовим автобусом НГУ, що рухався у складі колони. Колона з 10 автобусів виїжджала з другорядної дороги на трасу Київ — Овруч, щоб потім слідувати в столицю, де нацгвардійци повинні були приступити до служби з охорони громадського порядку. Внаслідок ДТП ще 7 військових та один пасажир громадського транспорту з різними тілесними ушкодженнями доставлені до лікарні.
 Жалко В'ячеслав В'ячеславович, 09.04.1986, Сарни Рівненська область. Військовослужбовець 54-ї ОМБр. Після виведення бригади зі Світлодарської дуги перебував на полігоні у місці дислокації в с. Башкирівка (Харківська область). 7 жовтня 2017 під час звільнення на вихідні був запрошений на святкування дня народження у Башкирівку. Вбитий під час сутички (викинули з вікна четвертого поверху), вбивці затримані правоохоронними органами, проводиться розслідування. Похований у Сарнах.
 Кривоконь Сергій, 28 років, Олександрія Кіровоградська область. Молодший лейтенант, військовослужбовець 36-ї ОБМП. Працював учителем історії в Недогарскій школі. У березні 2015 був мобілізований рядовим до 36-ї бригади, брав участь в бойових діях. По закінченні терміну мобілізації залишився в цій же частині на службі за контрактом. У серпні 2016 атестований на звання молодшого лейтенанта. Загинув вранці 20 жовтня 2017 від вогнепального поранення (самогубство) у військовій частині в Миколаєві, куди бригаду було виведено на ротацію із зони проведення АТО.
 Кукіль Віталій, 15.03.1983, Монастириська Тернопільська область. Військовослужбовець 44-ї ОАБр. З 1999 по 2004 навчався у Прикарпатському університеті ім. Василя Стефаника на філософському факультеті за спеціальністю «Релігієзнавство». У війську з травня 2016, воював у Мар'янці та Пісках. На початку жовтня 2017 повернувся з бригадою із зони АТО на ротацію. Помер (загинув) 20 жовтня 2017. Похований у м. Монастинська. Залишилась мати.
 Кушнір Руслан Валерійович, 31 рік, Жабокричка Чечельницький район Вінницька область. Мешкав у м. Київ. Старший сержант поліції, поліцейський полку поліції особливого призначення ГУ НП в м. Києві. У 2005 закінчив Ладиженський коледж ВНАУ. Після строкової армійської служби, з грудня 2006 — в органах внутрішніх справ, служив у спецпідрозділі «Беркут». У 2014 одним з перших поїхав на Схід, де брав участь в АТО. З 07.11.2015 проходив службу на посаді поліцейського. Останнім часом виконував завдання з особистої охорони народного депутата Ігора Мосійчука (РПЛ), який звернувся до поліції з проханням про охорону. Загинув у Києві 25 жовтня 2017 в результаті терористичного акту. Близько 22:05 стався вибух на вулиці Адама Міцкевича у Солом'янському районі, при виході із приміщення телеканалу "Еспресо TV". Вибухівку було закладено у мопед, що був припаркований поруч з легковим автомобілем, і приведено в дію дистанційно. В результаті вибуху двоє людей загинули, троє поранені, в т. ч. нардеп Мосійчук і політолог Віталій Бала. Руслан першим зреагував на вибух, штовхнув Мосійчука на землю, врятувавши йому життя, а сам дістав смертельних поранень, помер дорогою до лікарні. Похований в рідному селі на Вінниччині. Залишились батьки, вагітна дружина та 4-річна донька. Див. також Вибухи в Україні під час російської збройної агресії та Теракт у Києві (2017). 04.07.2018 нагороджений орденом «За мужність» ІІІ ступеня (посмертно).
 Нестеренко Валерій Анатолійович, 11.05.1964, 53 роки, Івано-Франківськ. Кадровий військовослужбовець 114-ї бригади тактичної авіації. 2002 року був звільнений з лав ЗСУ за станом здоров'я. Під час війни, у 2016 добровільно повернувся на службу, був відряджений до 95-ї ОДШБр в зону проведення АТО. Помер вдома 3 листопада 2017, від раптового серцевого нападу. Похований в Івано-Франківську.
 Кореновський Сергій Васильович, 1979 р.н., Василівка (Снігурівський район) Миколаївська область. Солдат десантно-штурмового батальйону 79-ї ОДШБр. Закінчив музичну школу, віртуозно грав на трубі. Навчався у Херсоні. Під час війни служив за контрактом, учасник АТО. Передчасно помер 3 листопада 2017 року. Похований у с. Василівка.
 Поваляєв Микола Віталійович, 16.09.1979, мешкав у м. Запоріжжя. Капітан поліції, старший інспектор-кінолог з пошуку вибухових речовин і зброї кінологічного центру ГУ НП в Запорізькій області. В органах внутрішніх справ з 2004, розпочав службу в батальйоні патрульно-постової служби Запорізького міського управління міліції, з лютого 2006 працював у кінологічному центрі. Пройшов переатестацію. Учасник АТО. Загинув у ДТП 10 листопада 2017 близько 17:30 на автошляху "Харків — Сімферополь", в результаті зіткнення службового автомобілю з вантажівкою DAF, на ділянці між селами Роздол та Радісне (Михайлівський район) Запорізької області. Розшукується помічник загиблого — поліцейський собака Ункас, який зник після ДТП.
 Давиденко Дмитро Андрійович (позивний «Давид»), 06.04.1982, Більськ (Котелевський район) Полтавська область. Мешкав у м. Запоріжжя. Підполковник, начальник фізичної підготовки і спорту 23-ї ОБрОГП, в/ч 3033 НГУ. З 2014 тричі був в зоні АТО, був командиром блокпосту, захищав Маріуполь. По тому займався підготовкою бійців у військовій частині в Запоріжжі. У червні 2017 виявили гостру лейкемію, лікувався в Україні та Білорусі, волонтери збирали гроші на операцію, пройшов три курси агресивної хіміотерапії. Помер 12 листопада 2017 в Запорізькій обласній клінічній лікарні. Після прощання у Запоріжжі похований в смт Котельва на Полтавщині. Залишились мати, дружина та донька.
 Іоргов Олексій Георгійович, 03.08.1985, Овідіополь Одеська область. Командир відділення 137-го ОБМП ВМС ЗСУ. Учасник АТО, 01.07.2017 після року служби в зоні АТО повернувся з фронту на ротацію. Загинув у ДТП близько 19:00 12 листопада 2017 в смт Овідіополь на вулиці Одеській, — перебуваючи за кермом BMW, не впорався з керуванням та на великій швидкості зіткнувся з деревом. Залишилась мати.
 Ніколаєв Сергій Анатолійович, Трудолюбівка (Снігурівський район) Миколаївська область. Сержант, військовослужбовець військової служби за контрактом. Служив за мобілізацією, з 2016 продовжив службу за контрактом. Помер від інсульту в госпіталі м. Миколаїв. Похований 15 листопада 2017 у Трудолюбівці. Залишились дружина та син.
 Гаврилюк Юрій Олегович, 02.05.1991, с. Угорники Івано-Франківська область. Мешкав у с. Чукалівка Тисменицький район. Молодший сержант, військовослужбовець 10-ї ОГШБр. У бригаді — з квітня 2016. Загинув у ДТП 19 листопада 2017, близько 10:00, у Шевченківському районі міста Запоріжжя на трасі Харків—Сімферополь (на перетині з вул. О. Поради), в районі абразивного комбінату. Перебуваючи за кермом вантажного автомобіля КрАЗ-6322, який рухався у напрямку м. Вознесенськ, не впоравшись з керуванням, з'їхав на узбіччя, від чого машина перекинулась на дах. Від отриманих травм сержант помер на місці, офіцер, який сидів поряд, з важкими травмами доправлений до лікарні. Похований у Чукалівці. Залишились батьки та наречена.
 Левицький Богдан Володимирович, Стоянів Радехівський район Львівська область. Капітан, старший офіцер відділення офіцерів запасу і кадрів Радехівського райвійськкомату, учасник АТО. З 2006 року обіймав посаду сільського голови Стоянівської сільради. Маючи право на відстрочку від мобілізації, 2015-го добровільно пішов захищати Україну у складі однієї з артилерійських бригад. З 2016 служив у Радехівському РВК. Загинув у ДТП 21 листопада 2017. Залишилась дружина та троє дітей. Один з синів проходить службу на офіцерській посаді в зоні проведення АТО.
 Марчак Віталій Андрійович, 21.10.1994, Качанівка (Підволочиський район) Тернопільська область. Старший солдат, старший навідник 4-ї гаубичної самохідної артилерійської батареї 2-го ГСА дивізіону бригадно-артилерійської групи 24-ї ОМБр. Закінчив ліцей з посиленою військово-фізичною підготовкою у Волочиську. Працював токарем на Волочиському машинобудівному заводі ПАТ «Мотор Січ». Після строкової служби з вересня 2013 служив за контрактом. З весни 2014 19-річний солдат брав участь у бойових діях в зоні АТО. Термін дії контракту закінчився у вересні 2017, але Віталій залишався у частині. 14 грудня 2017 о 03:20 на автодорозі «Львів — Краковець» поблизу м. Яворів, водій автомобіля Опель Сінтра поза межами пішохідного переходу вчинив наїзд на військовослужбовця, який від отриманих травм помер на місці ДТП. Похований у Качанівці. Залишились батьки, 18-річна дружина та 9-місячний син.
 Наконечний Дмитро Тарасович, 18.12.1996, Мильчиці Городоцький район (Львівська область). Старший солдат, механік-водій 24-ї ОМБр. Учасник бойових дій в зоні АТО. Проходив військову службу за контрактом. Перебував у відрядженні, повертався із навчань в смт Гончарівське на Чернігівщині. Загинув 17 грудня 2017 року внаслідок нещасного випадку, — від ураження електричним струмом від дротів трансформаторної підстанції біля залізничної станції Жукотки (с. Жукотки Чернігівського району). На станції особовий склад та техніка завантажувалися на потяги.
 Сакович Юрій Віталійович (позивний «Кум»), Новософіївка (Снігурівський район) Миколаївська область. Учасник АТО, головний старшина 2-ї роти охорони батальйону охорони 55-ї ОАБр (раніше — 39-й ОМПБ «Дніпро-2»). Пішов з життя 17 грудня 2017 року, — помер у госпіталі. Поховання 20 грудня в с. Новософіївка.
 Бондарчук Анатолій Олексійович, 43 роки, Рокитне Рівненська область. Капітан, начальник відділення офіцерів запасу і кадрів Рокитнівського РВК. Загинув у ДТП 20 грудня 2017 року близько 6:00 на автодорозі біля с. Нова Любомирка, неподалік Рівненського військового полігону. Офіцер на особистому л/а «Geely CK» прямував на семінар у Рівне, але щось забув і повертався назад. Через складні погодні умови під час обгону не впорався з керуванням та допустив зіткнення з маршрутним автобусом «Mercedes». В результаті ДТП водій та пасажир легковика (сержант Кураїшев) загинули на місці, водій автобуса отримав незначні травми (пасажирів у маршрутці не було). Залишилася дружина та син.
 Кураішев Олександр Маратович, 27 років, Рокитне Рівненська область. Сержант, начальник служби захисту інформації Рокитнівського РВК. Загинув у ДТП 20 грудня 2017 року близько 6:00 на автодорозі біля с. Нова Любомирка Рівненська область, неподалік Рівненського військового полігону, — разом із капітаном Бондарчуком. Через складні погодні умови водій л/а «Geely» під час обгону не впорався з керуванням та допустив зіткнення з маршрутним автобусом «Mercedes». В результаті ДТП водій (Бондарчук) та пасажир (Кураішев) загинули на місці, водій автобуса отримав незначні травми. Залишилась бабуся.

## Померлі демобілізовані учасники АТО
Цирульніков Сергій, 28 років, мешканець с. Великі Млинівці Кременецький район Тернопільська область. Демобілізований учасник АТО. Працював на «швидкій» у Кременці, водієм КамАЗа на цукровому заводі в Дубні. Був призваний в серпні 2014, в період запеклих боїв. Воював на Луганщині, був поранений, повернувся додому в листопаді 2015. Їздив фурами до Білорусі та Польщі. Загинув у результаті ДТП, що сталася 6 жовтня 2017 близько 17:00 поблизу с. Підлісці (Кременецький район) на автодорозі Острог — Кременець. В результаті зіткнення автомобілів Москвич-2140 та Volkswagen Touareg двоє пасажирів Москвича загинули на місці, а водій Сергій Цирульніков від важких травм помер у лікарні. Похований в рідному селі. Залишились мати, брат, дружина та 5-річний син.
 Чайкін Ростислав, 1980 р.н., Топило Знам'янський район Кіровоградська область. Демобілізований учасник АТО. Був призваний у 4-ту хвилю (на початку 2015). Після повернення з фронту не працював, перебував на обліку в центрі зайнятості. Загинув 9 жовтня 2017 під колесами потягу у Знам'янському районі. Похований у рідному селі. Залишились дружина та троє дітей.
 Лиходід Олександр, 35 років, Велика Білозерка Запорізька область. Учасник АТО. Воював у лавах добровольців ДУК ПС, пізніше — в НГУ, брав участь у звільненні Слов'янська. Загинув 9 жовтня 2017 від вибуху гранати у своїй квартирі. Прийняв кілька пачок пігулок, дружина, повернувшись до дому, знайшла чоловіка у непритомному стані і викликала швидку, медики виявили у нього гранату і разом із членами родини залишили помешкання, за кілька хвилин стався вибух. Основна версія слідства — самогубство. Похований у В. Білозерці. Залишились мати, дружина та двоє дітей.
 Княжеський Віталій Васильович (позивний «Вітус»), 30.01.1980, Ізюм Харківська область. Мешкав у м. Харків. Учасник АТО. З 2014 року воював у лавах добровольців батальйону «Азов», був одним зі старшин першого складу батальйону (відповідав за озброєння підрозділу), визволяв Маріуполь. За освітою економіст, працював на заводі. Займався історичним фехтуванням, був членом реконструкторського клубу «Тевтонський орден». Відомий за справою «Оборонців Римарської» (напад на офіс ГО «Патріот України» у Харкові 23.08.2011), на той час був заступником Головного Провідника «Патріот України», член організації з 2006, політв'язень режиму Януковича. Навесні 2014 брав активну участь у боротьбі з харківськими сепаратистами, учасник перестрілки на Римарській у ніч з 14 на 15 березня 2014. Після повернення з фронту займався волонтерством. Загинув 13 жовтня 2017, тіло знайдене у лісі поблизу Харкова. Основна версія слідства — самогубство (начебто застрелився з рушниці). Залишилися дружина та донька. Похований 15 жовтня. Прим., вилучена стаття Вікіпедії: Княжеський Віталій Васильович.
 Кузь Ігор, 25.05.1986, Львів. Демобілізований учасник АТО, військовослужбовець 3-ї роти 24-ї ОМБр. Був ченцем-василіянином, навчався у Василіянському інституті філософсько-богословських студій у Брюховичах. Залишив ЧСВВ. З 2014 по 2015 служив за мобілізацією, брав участь у звільненні Слов'янська, боях за Луганськ. Неодружений, мешкав із матір'ю. Помер 14 жовтня 2017 від пневмонії в лікарні Львова. Похований у Львові.
 Аджі Євген (позивний «Фізрук»), 36 років, Маріуполь Донецька область. Учасник АТО, боєць добровольчого батальйону ОУН, з лютого по квітень 2015 воював у Пісках. Переселенець з Донбасу. Повернувшись з фронту, приєднався до київських активістів. Помер 15 жовтня 2017 уві сні від інсульту. Похований на Алеї Слави на Лісовому кладовищі Києва.
 Дмитрук Леонід, 10.12.1968, Липовець Вінницька область. Демобілізований учасник АТО, військовослужбовець 143-го центру розминування. Батьки померли. Разом із братом виховувався вітчимом. Займався спортом. Закінчив Барський автодорожній технікум. Працював у районній автоколоні, на цегельному заводі, заробляв ремонтами. Під час служби за мобілізацією охороняв склад із ракетно-артилерійським озброєнням в зоні АТО. Помер 16 жовтня 2017 від інфаркту. Залишилась донька.
 Дубель Олександр Олександрович, мешканець с. Хорлупи Ківерцівський район Волинська область. Демобілізований учасник АТО. Помер 18 жовтня 2017 у лікарні від отриманих важких травм в результаті побиття (три місяці перебував у реанімації та не приходив до свідомості). Залишилася мати літнього віку.
 Цимбал Віктор Васильович, 17.03.1961, 56 років, Черкаси. Демобілізований учасник АТО. 2014-го добровольцем пішов на фронт, дістав поранення і контузію, після демобілізації тривалий час лікувався. Помер у жовтні 2017 внаслідок хвороби. Похований 21 жовтня на 5-му кладовищі м. Черкаси.
 Яцюк Руслан Юрійович, 31.10.1981, мешканець м. Бровари Київська область. Демобілізований учасник АТО, командир взводу зв'язку 11-го ОМПБ «Київська Русь». Був мобілізований у травні 2014. В лютому-травні 2015 виконував обов'язки начальника зв'язку батальйону. Пройшов бої за Дебальцеве та в районі ДАП. Після повернення з АТО, через контузію, оформив ІІ групу інвалідності. Голова ГО «Броварське об'єднання ветеранів АТО «Рідний край», член Координаційної ради учасників АТО при Броварській міській раді. Вбитий у Броварах невстановленою особою (9 ножових поранень, одне з яких — в область серця) під час конфлікту 21 жовтня 2017, між 3 та 4 годиною ночі. Тіло виявили біля центрального входу трикотажної фабрики, неподалік бару «911». За фактом убивства відкрито кримінальне провадження за ч. 1 ст. 115 ККУ «Умисне вбивство», проводяться слідчі дії. Неодружений, залишились батьки. 14.02.2018 поліція затримала 31-річного підозрюваного у вбивстві. Суд обрав міру запобіжного заходу — домашній арешт.
 Рибай Володимир Євгенійович, 32 роки, мешканець м. Червоноград Львівська область. Демобілізований учасник АТО, старший стрілець 3-го ОМПБ «Воля» 24-ї ОМБр. Гірничий майстер дільниці з монтажу та демонтажу гірничого обладнання, Шахта «Відродження» ДП «Львіввугілля». На фронті з 2014, пройшов бої за Луганський аеропорт, Лутугіне, Георгіївку. Після демобілізації повернувся на шахту. Ще під час військової служби розпочалися проблеми з підшлунковою. 12 жовтня 2017 потрапив до лікарні м. Львів у важкому стані, помер 21 жовтня 2017 в реанімаційному відділенні. Похований у Червонограді. Залишились батьки і сестра.
 Черниш Станіслав Володимирович, 05.02.1984, Кагарлик Київська область. Демобілізований учасник АТО, воював у Донецькій області (2015—2016). За повідомленням поліції, в ніч на 24 жовтня 2017 в Кагарлику під час бійки, що сталася між компанією молодих чоловіків та двома братами, один з нападників наніс ножем проникаючі поранення старшому із братів, який помер на операційному столі, його брат також дістав ножові поранення. Залишилась дружина та двоє синів. Нападника, який наніс смертельні ножові поранення захиснику, поліція затримала. У грудні 2019 був затриманий підозрюваний в організації вбивства, — неодноразово судимий кримінальний злодій на прізвисько «Лощ».
 Щеглов Володимир, 13.09.1987, мешканець с. Покровське (Менський район) Чернігівська область. Демобілізований учасник АТО, брав участь в АТО у 2015—2016. Помер 27 жовтня 2017 року, зупинилось серце. Похований у Покровському. 
 Різниченко Володимир, 40 років, мешканець м. Енергодар Запорізька область. Демобілізований учасник АТО. Працював на Запорізькій ТЕС ДТЕК. 23.04.2015 був призваний до Нацгвардії, проходив службу у в/ч №3033 і №3029. Демобілізований 28.01.2016, отримав подяку за відвагу від командування НГУ. 28 жовтня 2017 року, о 7:40, тіло колишнього військовослужбовця було виявлено в Енергодарі біля магазину "Колібрі" (покінчив життя самогубством, повісився). Залишилася дружина і троє дітей, — двоє синів і трирічна дочка.
 Клапоушко Андрій Павлович, мешкав у м. Херсон. Учасник АТО, санітар-стрілець 5-го БТО «Прикарпаття». Після повернення з фронту активно брав участь у різних програмах щодо відкриття своєї справи. Помер 28 жовтня 2017 від розриву аорти. На прохання матері похований у с. Скадовка Чаплинського району. Залишились дружина та четверо дітей.
 Окуєва Аміна Вікторівна, 05.06.1983, Одеса. Чеченка, мусульманка. Учасник АТО, лейтенант запасу ВДВ ЗС України. Закінчила Одеський національний медичний університет. Якийсь час мешкала у Москві та Чечні, з 2003 проживає в Одесі. Представник міжнародного громадсько-політичного руху «Вільний Кавказ» в Україні, прихильниця незалежності Ічкерії. Активна учасниця Революції гідності, — лікар 8-ї Афганської сотні Самооборони. Після Майдану брала участь у бойових діях на Сході України (Слов'янськ, Дебальцеве, Луганська область) у складі добровольчого батальйону міліції «Київ-2» та ППОП «Київ», фельдшер, прес-секретар міжнародного миротворчого батальйону імені Джохара Дудаєва і полку МВС «Київ». Загалом відслужила у підрозділах МВС 2,5 років. Потім навчалась в Одеській військовій академії за програмою підготовки офіцерів запасу, у липні 2017 здала іспити на звання лейтенанта ВДВ. Громадська активістка, учасниця багатьох проектів. Спробувала себе у тележурналістиці — ведуча авторської програми «Герої Кавказу» на телеканалі ATR (перший випуск — про Джохара Дудаєва, вийшов 31.10.2017 на телеканалі ATR). Нагороджена орденом «Народний Герой України». Вбита 30 жовтня 2017 в результаті розстрілу з автомата автомобіля на автодорозі за залізничним переїздом поблизу смт Глеваха, Васильківський район (Київська область). Чоловік, Адам Осмаєв (командир батальйону імені Джохара Дудаєва), який перебував за кермом, дістав поранень у ногу. Аміна загинула від кульового поранення у голову. Це другий за півроку замах на чеченське подружжя. Національною поліцією відкрите кримінальне провадження попередньо за статтею 115 КК України ("Умисне вбивство"). Прощання пройшло без публічної церемонії, похована на Краснопільському кладовищі м. Дніпро, за її власним заповітом — поряд із могилою Іси Мунаєва.
 Давидюк Богдан, 24 роки, Старі Червища Камінь-Каширський район Волинська область. Демобілізований учасник АТО. Помер на Київщині, куди поїхав на заробітки. Похований 2 листопада 2017 у с. Старі Червища.
 Кочемазов Сергій Вікторович (позивний «Камаз»), 04.08.1978, Берислав Херсонська область. Демобілізований учасник АТО. Колишній військовослужбовець 79-ї ОДШБр; старший сержант. Захищав ДАП, де отримав тяжкі поранення. Повернувшись до рідного Берислава після відвідання 2 листопада 2017 Херсонського обласного госпіталю інвалідів та ветеранів війни, покінчив життя самогубством. Похований 5 листопада у Бериславі. Відкрито кримінальне провадження за ч. 2 ст. 120 (доведення до самогубства), наказом по Департаменту охорони здоров'я Херсонської ОДА створено комісію. За результатами службового розслідування комісія дійшла висновку про порушення етики та деонтології завідувачем неврологічного відділення госпіталю Комаровою О.М.; рекомендовано відсторонити Глушака С.Д. від виконання обов'язків заступника з медичної частини. Посмертно нагороджений медаллю «Захиснику України» (Міністерство оборони України).
 Святний Андрій, 50 років, Ічня Чернігівська область. Кадровий військовий, учасник АТО. Капітан, військовослужбовець 1-ї ОТБр. 1987 року закінчив Пермське військове авіаційно-технічне училище. Служив у частинах ВПС та прикордонних військах. Звільнившись з лав ЗСУ, працював у Райагробуді, на молочноконсервному комбінаті. Мобілізований навесні 2014, служив за контрактом в Ічнянському райвійськкоматі. З 2015 — в зоні АТО у складі 1-ї бригади. Наприкінці жовтня 2017 по закінченні контракту був звільнений в запас і повернувся до дому в Ічню. Раптово помер від серцевого нападу. Похований 6 листопада 2017 в Ічні, поряд із могилою батька. Залишились діти та внуки.
 Тюренко Юрій Володимирович, 6 лютого 1969, Умань Черкаська область. Учасник АТО. Майор, військовослужбовець ЗСУ. Виріс в родині військового. 1987 був призваний до збройних сил СРСР, з 1988 по 1992 навчався у Краснодарському вищому військовому училищі за напрямком спецзв'язку. Проходив військову службу в 316-ій протичовновій авіаційній ескадрильї (Миколаїв). 1995 звільнився в запас у званні старшого лейтенанта. Займався власним бізнесом. Під час війни, 05.04.2014 добровільно повернувся на військову службу, служив в ОК «Південь», 44-ій ОАБр, з 2016 — у в/ч А1629 (Одеса) на посаді начальника відділу. З 29 травня по 1 липня 2015 брав участь в АТО. На передовій почались проблеми зі шлунком, у київському госпіталі діагностували рак. 24.04.2017 вийшов у відставку за станом здоров'я, повернуся додому, отримав інвалідність. Помер 4 листопада 2017 у Головному військовому клінічному госпіталі (Київ) внаслідок хвороби. Похований в Умані на кладовищі «Софіївська Слобідка». Залишився дорослий син.
 Костишин Олег, 1990 р.н., Івано-Франківськ. Демобілізований учасник АТО. Молодший сержант, військовослужбовець 57-ї ОМПБр. Демобілізувався 2016 року. Помер в рідному Івано-Франківську. Поховання 11 листопада 2017. Залишилася дружина.
 Райбедюк Олександр, 1990 р.н., Вища Кропивна Немирівський район Вінницька область. Демобілізований учасник АТО. Воював в районі м. Авдіївка. У 2016 повернувся з фронту, працював на току. Загинув 9 листопада 2017 близько 19:40 у м. Немирів від удару ножем з ушкодженням легені, під час сутички, що сталася на зупинці громадського транспорту поблизу кафе "Юність". Поховання у с. Вища Кропивна. Залишилися мати, дружина та 6-місячний син. У вчиненні злочину підозрюється Фищенко 1992 р.н., військовослужбовець за контрактом в/ч А2167 м. Біла Церква, житель с. Остапківці Немирівського району.
 Квітко Андрій Анатолійович, 1968 р.н., Деремезна Обухівський район Київська область. Демобілізований учасник АТО. Старшина 1-ї роти 72-ї ОМБр. Мобілізований 15.03.2015, воював у зоні АТО з 22.04.15 по 05.04.16. У квітні 2016 року був звільнений в запас. Помер 14 листопада 2017 в лікарні м. Обухів, після тривалої хвороби. Похований в с. Деремезна. Син Андрія, Станіслав — також військовослужбовець 72-ї бригади, повернувся з фронту на похорони матері, а за 9 днів не стало і батька.
 Заєць Олег, 42 роки, Люхча Сарненський район Рівненська область. Демобілізований учасник АТО. Помер через зупинку серця у ніч на 20 листопада 2017. Залишилась дружина та три доньки.
 Корольков Павло, 27 років, мешкав у м. Вінниця. З 2011 служив за контрактом у 40-му полку НГУ (в/ч 3008), неодноразово виїжджав на виконання завдань в зону АТО. У жовтні 2017, після закінчення контракту, повернувся додому, одружився. Збирався їхати на заробітки до Польщі. Загинув близько 7:30 17 листопада 2017 у Вінниці, в результаті вибуху гранати Ф-1 в орендованій квартирі на 5-му поверсі будинку по вулиці 600-річчя. Подію кваліфіковано як нещасний випадок. Похований у Вінницькому районі. Залишилась дружина.
 Резник Дмитро Анатолійович, 16.06.1983, Ушня (Менський район) Чернігівська область. Демобілізований учасник АТО. Служив за мобілізацією з 28.08.2015 по 04.04.2016. Повернувся з фронту з важкою пневмонією, лікувався більше місяця у районній лікарні, потім у тубдиспансері. Влітку 2017 почали відмовляти ноги. Помер 23 листопада 2017 через зупинку серця. Похований в Ушні. Залишилась мати-пенсіонерка і сестра-інвалід.
 Малиш Євген Григорович, 08.07.1980, Магдалинівка (Оріхівський район) Запорізька область. Демобілізований учасник АТО, військовослужбовець 54-ї ОМПБр. У війську з 03.08.2017, був мобілізований як доброволець, спочатку служив у 30-ій ОМБр, по тому у 54-ій. Після демобілізації мешкав у м. Знам'янка Кіровоградська область, влаштувався на роботу. Помер 25 листопада 2017 від тяжкої хвороби.
 Єременко Ігор Володимирович, 06.08.1966, мешкав у Херсоні. Демобілізований учасник АТО, військовослужбовець 30-ї ОМБр, служив у зоні АТО з 25.01.15 по 03.09.15. Вбито орієнтовно 25 листопада 2017 за замовленням  дружини. Труп знайдено у квітні 2018, особу встановлено за ДНК експертизою. Похований 17 квітня у Херсоні.
 Горовий Володимир (позивний «Акела»), 42 роки, Зарічани Житомирський район Житомирська область. Демобілізований учасник АТО. Був призваний у третю хвилю. Після повернення до дому мешкав сам у будинку. Вбитий 26 листопада 2017 колишньою дружиною, яка напала на нього вдома у Зарічанах, — від отриманих вогнепальних поранень і численних травм голови помер у лікарні. Жінка вже й раніше скоювала замахи на чоловіка, вона була секретарем сільради і має зв'язки у поліції. Залишилась 11-річна донька.
 Орлов Сергій Олександрович, 1972 р.н., Нікополь Дніпропетровська область. Учасник АТО. Передчасно пішов з життя. Похований 28 листопада 2017 у Нікополі.
 Михайлов Сергій (позивний «Міха»), 1988 р.н., Золотоноша Черкаська область. Демобілізований учасник АТО. Військовослужбовець 25-го ОМПБ «Київська Русь», служив у 2014—2015, пройшов бої за Дебальцеве. Помер 27 листопада 2017 від менінгіту.
 Маринич Віктор Григорович (позивний «Студент»), 17.09.1961 р.н., 56 років, Олександрія Кіровоградська область. Демобілізований учасник АТО, доброволець батальйону «Донбас». Ветеран-«афганець». Служив за мобілізацією з 18.03.2015 по 18.04.2016, учасник бойових дій в зоні АТО. Помер о 0:20 30 листопада 2017 від раку. Поховання 1 грудня в Олександрії. Залишилась донька.
 Говоруха Вячеслав (позивний «Вацлав»), 48 років, Чернівці. Учасник АТО, доброволець ДУК ПС, сапер, інструктор. 1992 закінчив Кам'янець-Подільське вище військово-інженерне командне училище. Три роки на війні, пройшов бої за Донецький аеропорт та авдіївську промзону. Під час війни одружився. Загинув ввечері 2 грудня 2017 під час пожежі у дерев'яному будинку в дачному кварталі м. Чернівці по вул. Стрийській (район Роша). Поховання 5 грудня на кладовищі Чернівців у Годилові. Залишилася дружина.
 Єсюк Руслан Вікторович, 10.05.1975, Біла Церква Київська область. Демобілізований учасник АТО, мінометник 72-ї ОМБр. Був призваний навесні 2014 як доброволець. Після повернення з фронту працював у приватній охоронній фірмі ТОВ "А1 Security Group". 3 грудня 2017 близько 18:00 у Білій Церкві дістав тяжке вогнепальне поранення шиї під час затримання озброєного грабіжника ювелірного магазину «Бурштин». Зловмисник кілька раз прицільно вистрілив в охоронців, після чого зник у невідомому напрямку. Від поранення Руслан помер у лікарні того ж дня. Похований у Білій Церкві на Алеї Слави. Залишились мати дружина та син. Дружина була волонтером. Почесний громадянин міста Біла Церква (посмертно).
 Кудака Олег Степанович (позивний «Весп»), 05.02.1974, м. Київ. Учасник АТО, старший технік 1-ї роти 1-го БОП ОЗСпП НГУ  «Азов». Учасник Революції Гідності. 2015 прийшов в «Азов», займався ремонтом техніки. Помер 4 грудня 2017 року внаслідок хвороби. Похований на Південному цвинтарі.
 Садовий Андрій Володимирович, Словіта Золочівський район. Демобілізований учасник АТО, в якій перебував протягом року. Помер на початку грудня 2017 в лікарні м. Львів у результаті захворювання (аневризма почечної артерії), за словами родичів — через невірний діагноз. Андрія прооперували у лікарні м. Глиняни, але його стан погіршувався, і на п'ятий день він був відправлений у стаціонар львівської лікарні, де й помер.
 Лемеш Володимир Володимирович, 16.05.1974, Киселівка (Менський район) Чернігівська область. Демобілізований учасник АТО, командир танку 128-ї ОГПБр. 2015—2016 брав участь в АТО. Після демобілізації повернувся у Киселівку. Помер 7 грудня 2017 року. Похований в рідному селі.
 Ізмайлов Олексій (позивний «Хмурий»), родом із РФ, мешкав у м. Черкаси. Учасник АТО, доброволець Окремого загону СпП НГУ «Азов». Офіцер запасу. Льотчик цивільної авіації, разом із товаришем займався приватним бізнесом, — на орендованому літаку Ан-2 проводили десикацію (обприскування) полів соняшнику та ріпаку. В листопаді 2014 разом добровольцями пішли в «Азов». Учасник бойових дій. Наприкінці 2015 повернувся додому. Помер на початку грудня 2017 року через ниркову недостатність. Похований у Черкасах. Залишилась родина.
 Мартаков Олексій Вікторович (позивний «Дід»), 1961 р.н., 56 років, до окупації Криму російськими військами мешкав у м. Севастополь. 2014-го виїхав на материк, воював у складі 15-го ОГПБ 128-ї ОГПБр, за час служби на ногах переніс обширний інфаркт. Нагороджений нагрудним знаком "За зразкову службу". Вимушений переселенець, мешкав у Солом'янському районі Києва. За тиждень до смерті, переніс інсульт і важку травму голови. Після операції йшов на поправку, але 9 грудня 2017 помер у Києві внаслідок відриву тромбу. Два місяці тому в РФ померла дружина Олексія, інших рідних немає. Похований з військовими почестями на Совському цвинтарі м. Києва.
 Тарасюк В'ячеслав Іванович (позивний «Змій»), 20.01.1981, Лящівка Чорнобаївський район Черкаська область. Мешкав у м. Черкаси. Демобілізований учасник АТО, військовослужбовець 1-ї роти 90-го ОДШБ 81-ї ОАеМБр. Закінчив музичну школу, Іркліївське училище — за фахом тракториста. Служив за контрактом в ЗС, миротворець (колишня Югославія). Після повернення служив у спецпідрозділі СБУ "Альфа". 2014 добровольцем пішов на фронт, захисник Донецького аеропорту. У вересні 2015 повернувся додому. Займався громадською діяльністю, був волонтером, брав участь у діяльності Юридичної сотні, Гельсінської спілки, розвивав рух за ґендерну рівність та проти насильства в сім'ї, цікавився психологією. 12 грудня 2017 поступив на лікування до Центру реабілітації ветеранів у Черкасах, о 12:30 помер через відрив тромбу. Похований в с. Степове (Чорнобаївський район), в Черкасах було оголошено день жалоби. Залишилась сестра.
 Сердюк Олександр, Мелітополь Запорізька область. Демобілізований учасник АТО, військовослужбовець 72-ї ОМБр, проходив службу з 2014 по 2016. 13 грудня 2017 помер у Мелітополі внаслідок важкої хвороби. Похований в Мелітополі.
 Москалюк Володимир Миколайович (позивний «Москаль»), 20.02.1974, м. Вишневе Києво-Святошинський район Київська область. Учасник бойових дій, боєць батальйону «Айдар». Активний учасник Революції Гідності. Влітку 2014 добровольцем пішов на фронт. Передчасно помер 14 грудня 2017 року. Похований у Вишневому. Залишився брат.
 Коновалов Сергій Миколайович, мешкав у м. Кропивницький. Підполковник, учасник АТО, заступник командира 42-го БТО «Рух Опору» та 23-го БТО «Хортиця». Спецпризначенець, ветеран війни в Афганістані. В 42-му БТО — від його створення. Після тяжкого поранення в Іловайську проходив тривале лікування у шпіталях та лікарнях. Звільнений в запас. 15 грудня 2017 помер після довготривалої хвороби. Поховання 16 грудня на Рівнянському кладовищі м. Кропивницький, на Алеї Слави.
 Жолудь Петро Григорович, мешкав у c. Каїри (Горностаївський район) Херсонська область. Учасник АТО. 19 грудня 2017, після важкої хвороби, помер в Херсонському обласному госпіталі інвалідів та ветеранів війни. Похований в с. Каїри.
 Куліковський Юрій Адамович, 05.12.1965, 52 роки, Клесів (смт) Сарненський район Рівненська область. Демобілізований учасник АТО. Помер 21 грудня 2017 року.
 Тем'янінець Петро Іванович (позивні «Фраєр», «Хуліган»), 41 рік, смт Дніпряни (Новокаховська міська рада) Херсонська область. Учасник бойових дій в зоні АТО, військовослужбовець 56-ї ОМПБр та 28-ї ОМБр. На фронт пішов добровольцем у 2014, служив на посадах гранатометника, командира відділення 28-ї бригади — визволення Карлівки, бої за Піски. Отримав контузії, кілька осколкових поранень. Після нетривалого відпочинку у шпиталі став розвідником 56-ї бригади, брав участь у боях за Дебальцеве та населені пункти Приазов'я — Комінтернове, Павлопіль, Гнутове. Помер 25 грудня 2017 року внаслідок тяжкої хвороби. Похований в смт Дніпряни.
 Луговий Сергій. Учасник АТО. Капітан, начмед 43-го ОМПБ «Патріот». Під час служби в районі Світлодарська лікував як військових так і місцевих мешканців. Пішов з життя 26 грудня 2017 року (самогубство).
 о. Філозоф Віталій, 43 роки, мешкав у м. Ніжин Чернігівська область. Капелан 1-ї ОТБр. Закінчив Волинську духовну семінарію. Протоієрей, настоятель Спасо-Преображенського храму в Ніжині (Тарасова церква), Чернігівська єпархія УПЦ КП. Неодноразово їздив у зону АТО. Помер 29 грудня 2017 року внаслідок гострої серцевої недостатності. Похований у Ніжині.
 Наритник Володимир Володимирович, 14.09.1970, Бурштин Івано-Франківська область. Учасник АТО. 6 грудня близько 19:00 у Бурштині (біля м'яча, при заїзді на стадіон) був збитий автомобілем, доставлений в реанімаційне відділення Бурштинської міської лікарні із діагнозом: політравма, ЗЧМТ, забій мозку, гемоторекс. Перебував у комі, помер 29 грудня 2017 року, не приходячи до свідомості. Похований у Бурштині.